# Ford Falcon (Australie)

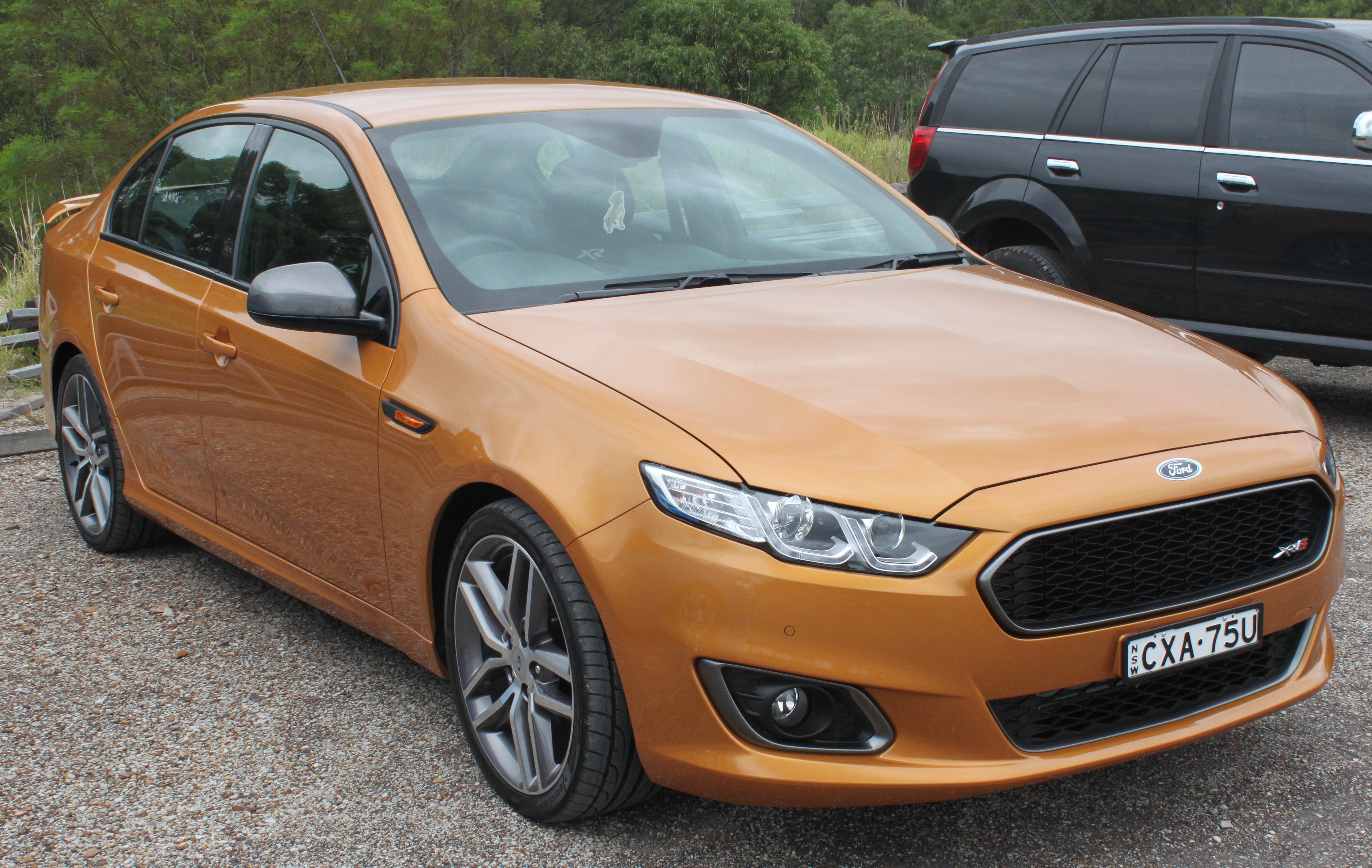
Ford Falcon FG-X XR6 Turbo

Cet article concerne le modèle de voiture australien. Pour les modèles produits pour d'autres pays, voir Ford Falcon.
La Ford Falcon est une voiture full-size qui a été fabriquée par Ford Australie de 1960 à 2016. À partir de la série XA de 1972, chaque Falcon, et sa gamme de dérivés, ont été conçues, développées et construites en Australie, à la suite de la suppression progressive de la Ford Falcon d'influence américaine de 1960 à 1971, qui avait été repensée localement lors des séries XK à XY pour les conditions australiennes plus difficiles. Le modèle Ford Fairmont axé sur le luxe a rejoint la gamme à partir de 1965. Des versions dérivées à empattement long et axé sur le luxe, appelées Ford Fairlane et LTD, sont arrivées respectivement en 1967 et 1973 (la production se terminant en 2007).
La Ford Falcon et ses dérivées ont été des best-sellers fabriqués en Australie, avec plus de 3 000 000 de ventes en sept générations jusqu'en 2003, presque exclusivement en Australie et en Nouvelle-Zélande, mais aussi en Afrique du Sud. Avec sa plus proche rivale de fabrication australienne, l'Holden Commodore, la Falcon a dominé les rangs des taxis en Australie et en Nouvelle-Zélande, ainsi que les flottes de voitures de police et d'entreprises.
Dans sa dernière incarnation en tant que série FG X, le style de carrosserie de la gamme Falcon se composait de styles de carrosserie berline et utilitaire. Les variantes de luxe du modèle actuel de la Falcon, collectivement connues sous le nom de série G, ont été commercialisées sous les noms de Ford G6, G6E et G6E Turbo, qui ont remplacé les modèles Fairmont et Fairmont Ghia de longue date. Auparavant, la gamme Falcon comprenait également un coupé hardtop, une fourgonnette et un break (respectivement jusqu'en 1978, 1999 et 2010), ainsi que la variante Ford Futura. La plate-forme de la Falcon avait également engendré des modèles de luxe tels que le coupé Ford Landau et les berlines Fairlane et LTD à empattement long.
En mai 2013, Ford Australie a annoncé la fin de la production locale, qui consistait en la Falcon et le SUV Ford Territory étroitement lié, d'ici octobre 2016. Cette décision est attribuable au plan de développement des produits «One Ford» de la Ford Motor Company lancé en 2008 pour rationaliser sa gamme mondiale. Dans le cadre de ce plan, les remplaçantes indirectes de la Falcon sont la Mondeo de quatrième génération d'Europe et la Mustang de sixième génération d'Amérique du Nord, cette dernière conservant l'héritage d'un moteur V8 de Ford en Australie. La dernière Ford Falcon, une XR6 bleue, est sortie de la chaîne de production le 7 octobre 2016.

## Première génération (1960-1966)
Au cours des années 1950, les ventes australiennes de Ford vacillaient en raison de la popularité des Holden, qui n'avaient pas de concurrente efficace. Ford assemblait la Zephyr britannique et ses dérivées Consul et Zodiac. Cependant, alors que ces voitures avaient un succès modéré et une bonne réputation, Ford ne pouvait pas égaler le prix des Holden, donc les ventes en ont souffert. L'une des raisons pour la différence de prix était le coût plus élevé des pièces importées, qui étaient soumises à un droit d'importation. Ford assemblait également des Ford V8 d'origine canadienne, mais ces voitures étaient dans une catégorie de prix plus élevée, les mettant hors de portée de l'acheteur moyen.
Par conséquent, Ford a décidé de commencer la production locale d'une challenger aux Holden. Initialement, ils avaient l'intention de produire la Zephyr, la Consul et la Zodiac, en utilisant des matrices coûteuses qu'ils auraient besoin d'acheter auprès de Ford Grande-Bretagne. Cependant, lors d'une visite au siège de Ford à Detroit en 1958, on leur a montré la nouvelle Falcon, qui était en cours de préparation pour son lancement aux États-Unis. Immédiatement, les cadres ont été attirés par la nouvelle voiture - elle était à peu près de la même taille que les Holden, mais elle était basse, longue, large et moderne. La largeur lui permettait d'accueillir six personnes et une transmission automatique à deux vitesses était disponible. Outre tout cela, Ford Australie a estimé qu'ils avaient plus d'expérience dans la construction de voitures nord-américaines. Par conséquent, ils ont décidé de faire de la Falcon leur nouvelle voiture australienne. En 1959, Ford a construit une usine à Campbellfield, une banlieue de Melbourne, pour la production locale de la Ford Falcon nord-américaine. L'usine a été conçue au Canada et comportait ainsi un toit conçu pour supporter la neige, utile du fait que la ville de Melbourne peut connaitre des chutes de grêle importantes[réf. nécessaire].

### XK

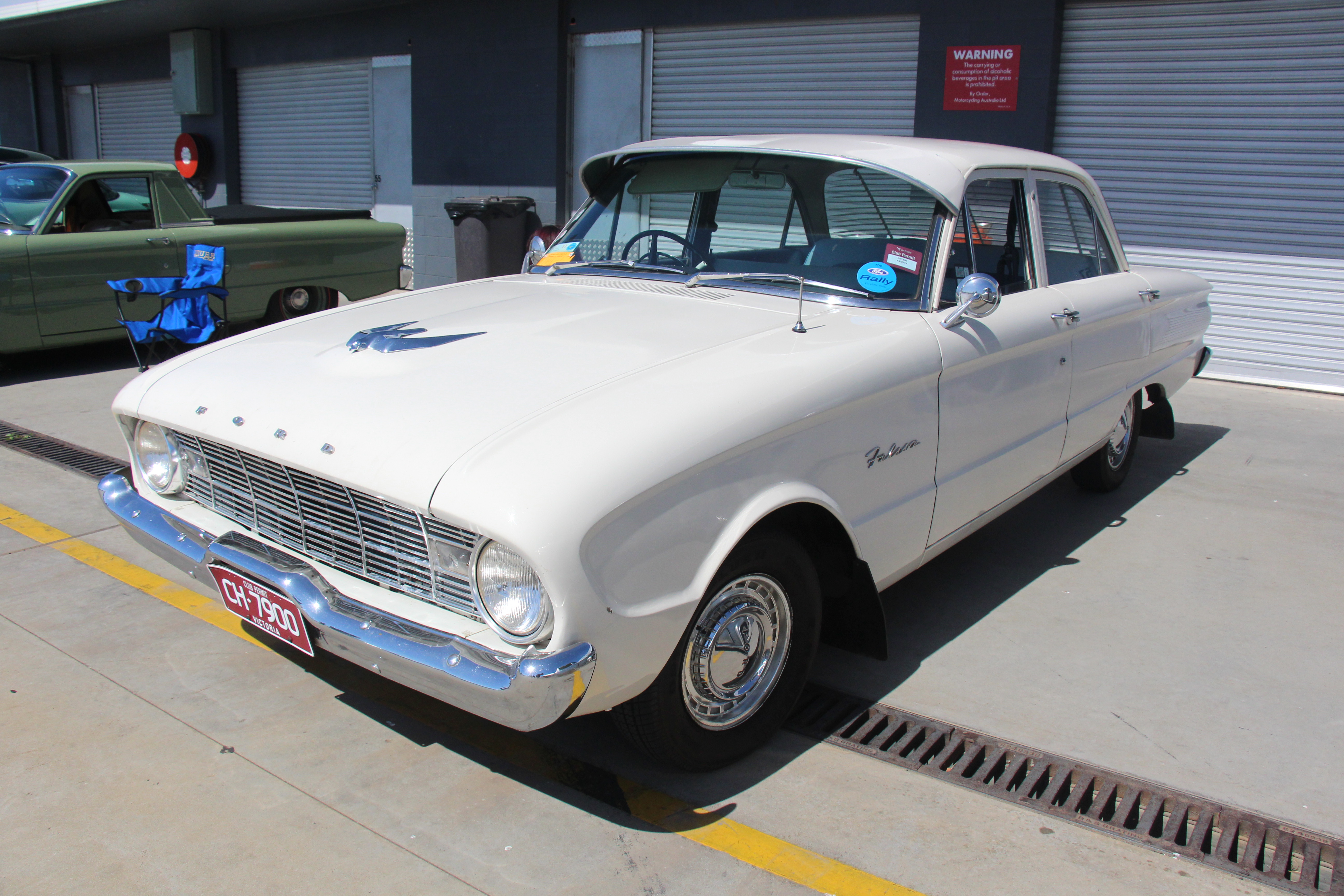
Ford Falcon XK Standard Sedan 1960

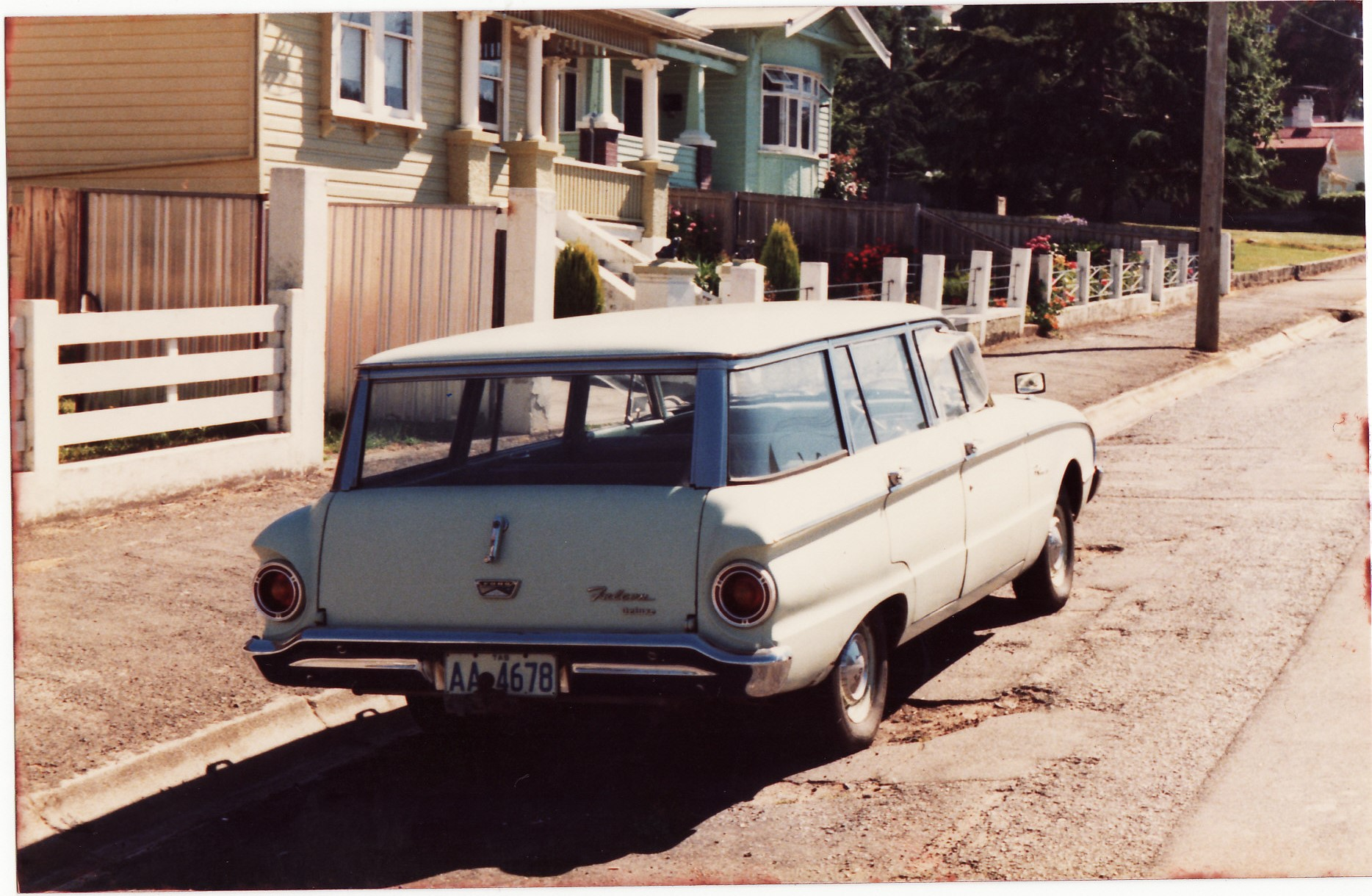
Ford Falcon XK Station Wagon 1960-62 (Australie)

La première Falcon vendue en Australie était la série XK, introduite en septembre 1960. Elle était initialement proposée uniquement en tant que berline quatre portes, dans deux niveaux de finition, la Falcon et la Falcon Deluxe. La XK était essentiellement une version à conduite à droite du modèle nord-américain, bien que les concessionnaires locaux aient souvent inclus des modifications telles qu'une suspension arrière robuste (cinq lames) et des pneus plus large de 6,40 x 13 pouces.
La direction était légère et la conduite étonnamment bonne, sur des routes bien goudronnées. Les freins à tambour "king-size" de la Falcon avaient en fait moins de surface de revêtement que ceux de la Zephyr, mais ils arrêtaient une voiture plus légère de 100 kg et étaient donc adéquats. Alors que le modèle nord-américain utilisait un rapport "économique" de 3,10 à 1, la Falcon australienne a été construite avec un rapport de 3,56 à 1, qui complétait mieux les caractéristiques de couple du moteur, tout en permettant une réduction du régime de croisière par rapport avec la Zéphyr.
Le break, ajouté à la gamme en novembre 1960, n'avait pas le porte-à-faux arrière étendu de la version américaine en raison de la crainte que l'arrière de la voiture ne racle sur les routes cahoteuses.
Présentée comme étant « australienne avec un monde de différence », la Falcon était la première alternative sérieuse face aux Holden et elle est devenue un succès instantané. Les ventes ont été facilitées par le fait que la Holden série FB contemporaine était perçue comme terne et datée par comparaison. Un moteur de 2,8 L a été introduit tard dans la vie du modèle.
Cependant, peu de temps après, les ventes de la XK ont souffert de plaintes concernant la durabilité sur les routes accidentées de l'arrière-pays, principalement en raison de l'effondrement des rotules avant et des cales de réglage tombant de la suspension avant, deux problèmes induisant un carrossage avant assez sévère; la voiture a gagné les surnoms peu flatteurs de «poubelle» ou «défaut» pendant cette période[réf. nécessaire]
.
La gamme XK a été élargie en mai 1961 avec l'ajout des styles de carrosserie fourgon utilitaire et fourgon à panneau, officiellement et respectivement désignés par les noms Falcon Utility et Falcon Sedan Delivery.

### XL

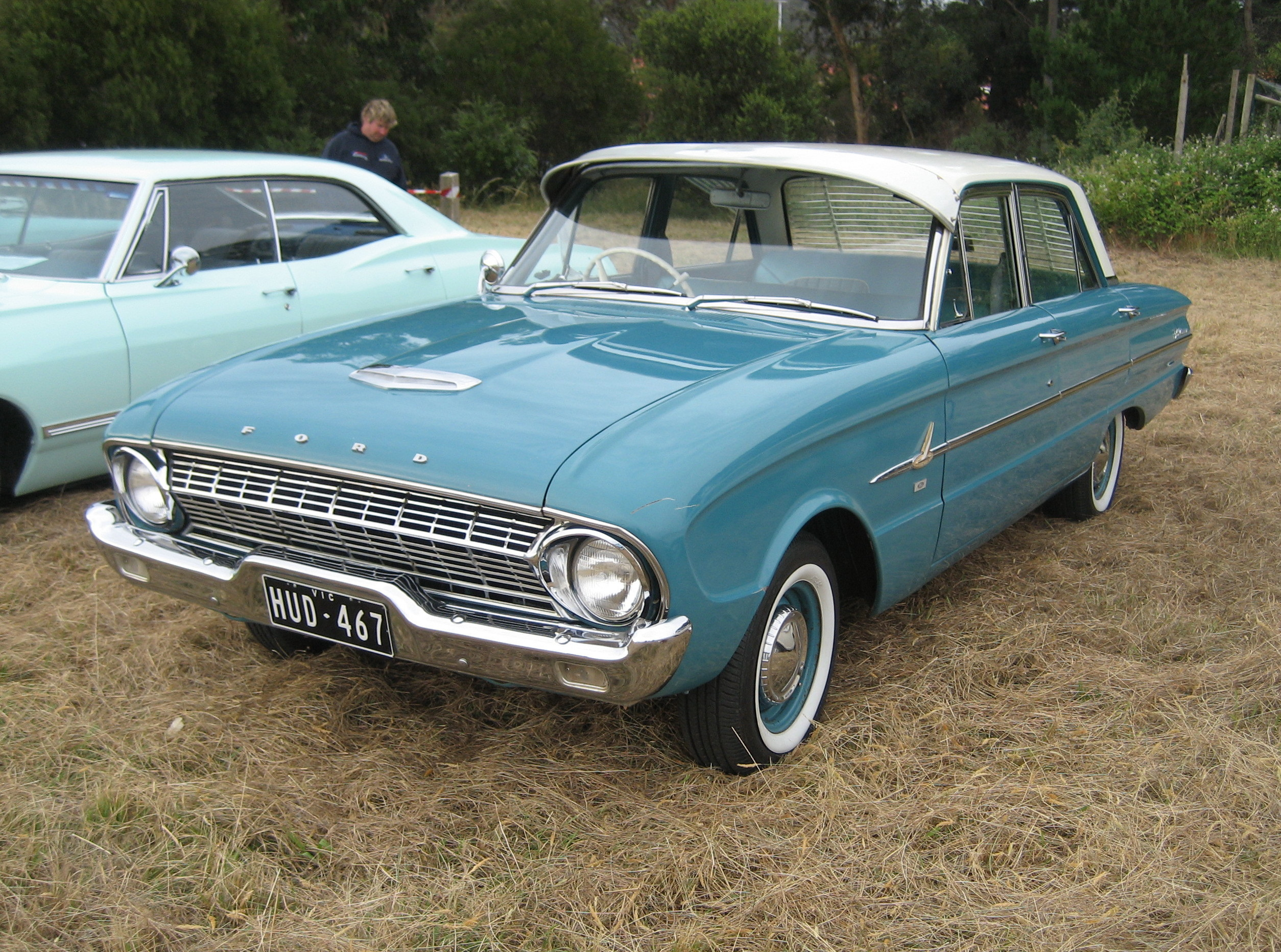
Ford Falcon XL Sedan

Début 1962, Ford Australie a introduit quelques modifications de conception locales sur la XL, comme un système de suspension plus lourd avec des composants de la Fairlane. De plus, l'apparence a été modifiée avec une nouvelle ligne de toit de style Thunderbird. Le slogan était "Trim, Taut, Terrific" (Finition, Chic, Formidable). Néanmoins, la Falcon était encore largement perçue comme inadaptée aux conditions locales et les ventes stagnaient. Ford est resté fidèle à la Falcon et les ventes ont progressivement augmenté au cours des années suivantes à mesure que des améliorations de durabilité et de fiabilité ont été appliquées.
Parmi les nouveautés de la série XL figuraient la berline haut de gamme Falcon Futura et le break Falcon Squire, ce dernier doté de côtés extérieurs et d'un panneau de hayon en similibois.

### XM

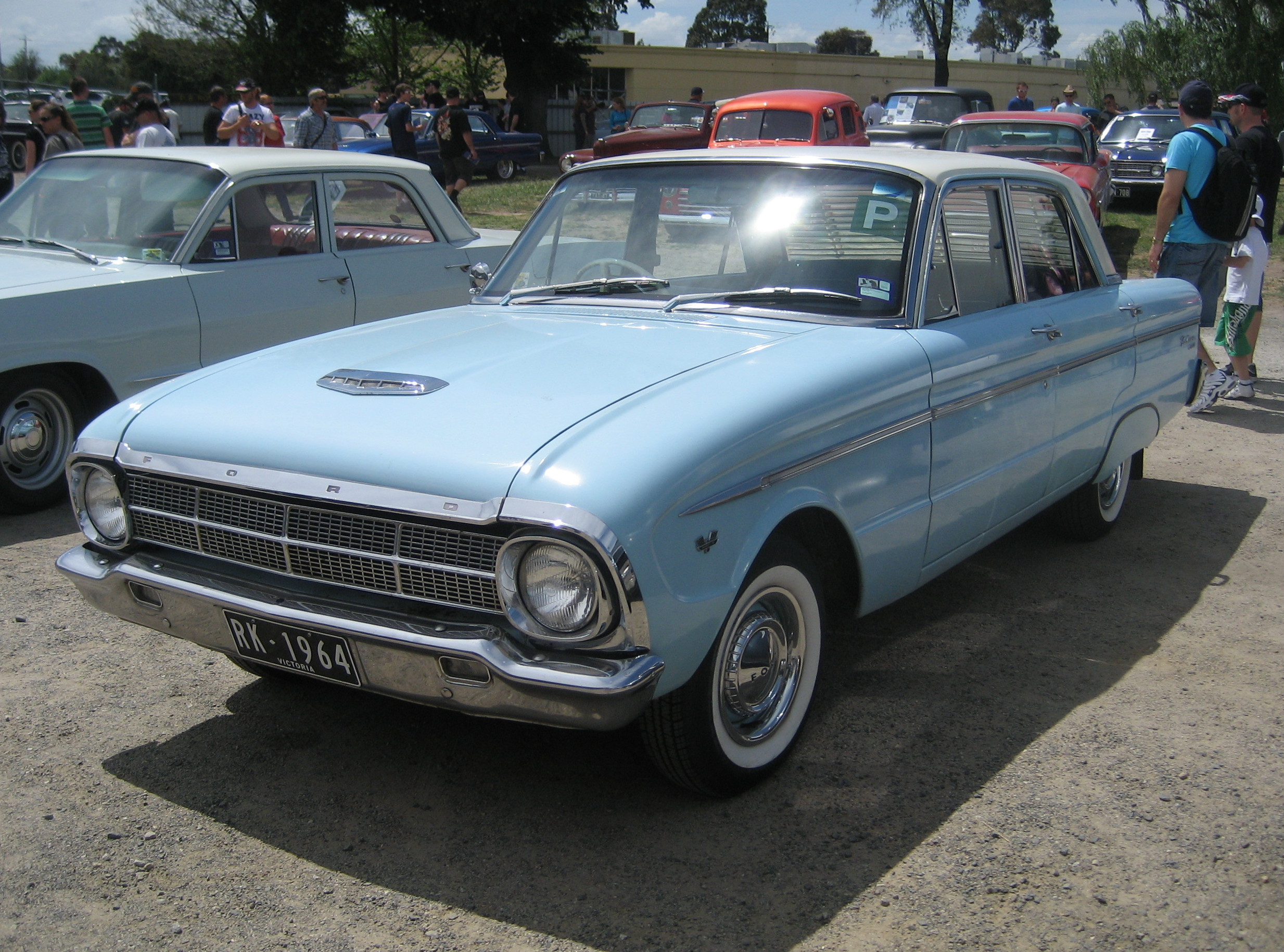
Ford Falcon XM Sedan

La XM, sortie en 1964, était la première Falcon avec une carrosserie de conception australienne; les feux arrière ont été relevés pour les conditions australiennes et l'avant a reçu une calandre et des entourages chromés entièrement enveloppants. La tringlerie de direction a été améliorée avec des tirants de 14 mm au lieu des tirants de 13 mm des modèles américains. La suspension a également été améliorée avec des bras de commande supérieurs abaissés pour réduire le roulis notoire trouvée dans la Falcon nord-américaine et les premières Mustang, sur lesquelles ce modèle était basé. Un coupé, dans un style de carrosserie toit rigide à deux portes, a été proposé pour la première fois dans les deux niveaux de finition Falcon Deluxe et Falcon Futura.

### XP

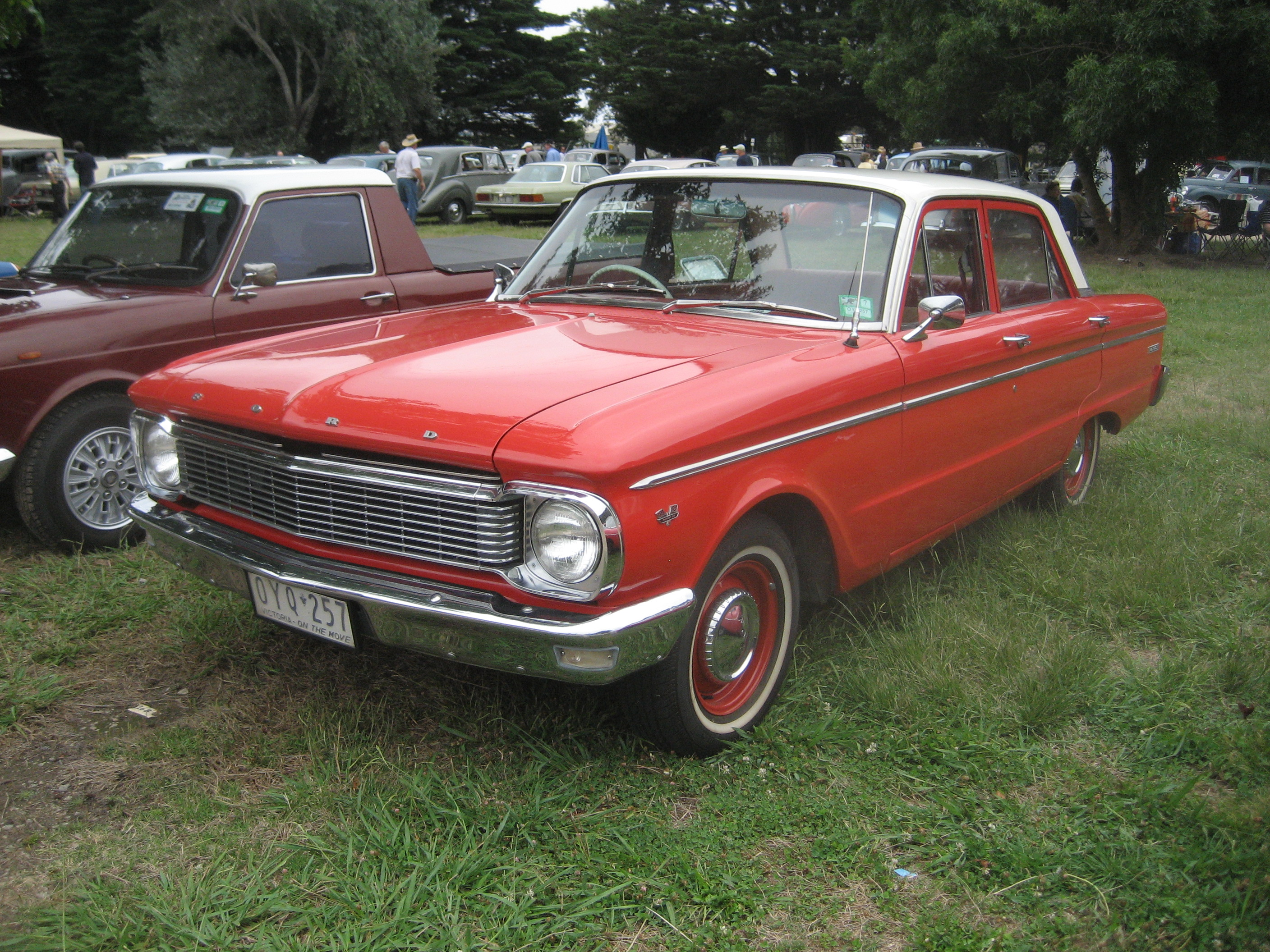
Ford Falcon XP Sedan

La XP, sortie en 1965, a vu la Fairmont, présentée en tant que variante haut de gamme. La XP était la Falcon "qui passe ou qui casse" : l'avenir de Ford Australie dépendait du succès de cette voiture. Le directeur général adjoint de Ford, Bill Bourke, a conçu une promotion pour le nouveau modèle mais c'était un risque : démontrer la force de la XP en conduisant impitoyablement une flotte de Falcon XP autour des terrains d'essai de Ford You-Yangs sur 110 000 km à plus de 110 km/h. Le pari a été gagné puisque la Falcon a remporté le prix Wheels Car of the Year. Une boîte automatique à trois vitesses a progressivement remplacé les boîtes à deux vitesses et les freins à disque avant ont été introduits en option (de série sur les modèles Fairmont et à toit rigide).
Ce modèle de Ford Falcon était également le dernier à inclure la gamme Squire qui comportait des panneaux de bois sur les côtés des breaks, similaires aux breaks américains. La Fairmont a fait ses débuts, à mi-parcours du modèle, en tant que produit phare de la gamme Falcon XP. Elle était proposée dans les styles de carrosserie berline et break, remplaçant la berline Futura et le break Squire. Contrairement aux exemplaires ultérieurs, les Fairmont XP portaient à la fois des badges Falcon et Fairmont.
De plus, dans la gamme XP, plusieurs voitures ont été modifiées par Bill Warner pour embarquer un V8 de 4,3 L ou de 4,7 L et une boîte automatique à trois vitesses ou une boîte manuelle à quatre vitesses. Ces voitures sont considérées comme des précurseurs de la Falcon GT qui a fait ses débuts dans le prochain modèle en tant que Falcon Sprint XP.

## Deuxième génération (1966-1972)

### XR

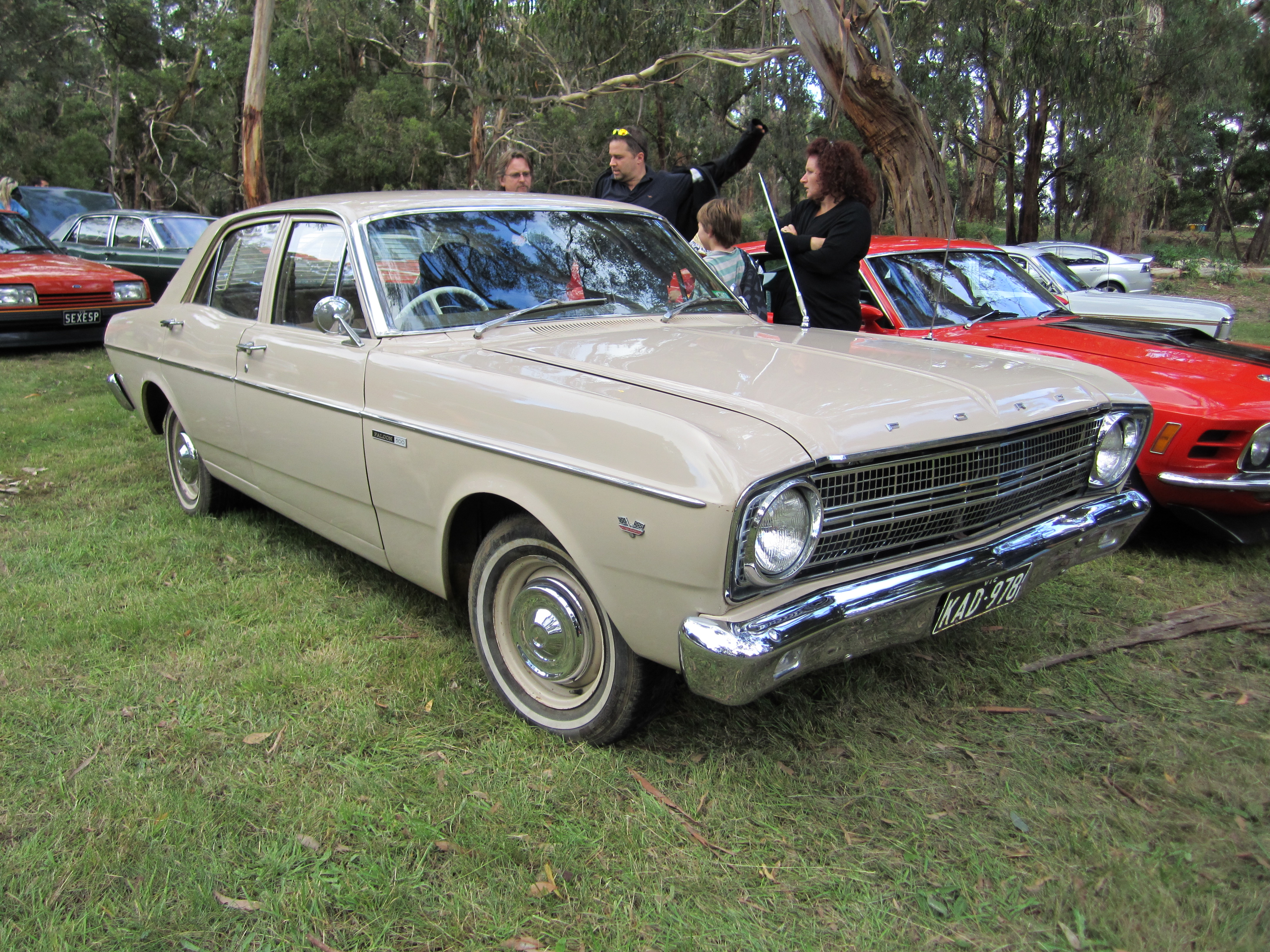
Ford Falcon XR Sedan

Le prochain nouveau modèle de Falcon, la série XR, a été introduit en septembre 1966. Le style était basé celui de la Ford Falcon américaine de 1966 et elle a été promue comme étant la "Falcon de race Mustang". C'était la première Falcon australienne à être proposée avec un moteur V8, l'unité Windsor de 203 ch (150 kW) et de 4,7 litres. La XR marquait la première fois qu'un moteur V8 pouvait être proposé en option dans tous les niveaux de finition d'une voiture australienne, les V8 étant auparavant réservés aux variantes les plus haut de gamme. Le moteur six cylindres de 2,4 L a été supprimé pour la série XR, laissant le six cylindres de 2,8 L comme moteur de base pour la Falcon. Un moteur six cylindres de 3,3 L était également disponible.
La série XR était initialement proposée en neuf modèles différents : les berlines Falcon, Falcon 500 et Fairmont, les familiales Falcon, Falcon 500 et Fairmont, les utilitaires Falcon et Falcon 500 et le Falcon Van. Les nouveaux breaks partageaient l'empattement de 2 800 mm avec les XR berlines, contrairement aux Falcon breaks américains de 1966 qui présentaient un empattement de 2 900 mm. La Falcon 500 a remplacé la Falcon Deluxe de la série XP et le style de carrosserie toit rigide à deux portes disponible dans la série XP n'était pas proposé dans la gamme XR. Ford Nouvelle-Zélande, qui assemblait la Falcon 500 dans son usine de Seaview, Lower Hutt, près de Wellington, a introduit un modèle de courte durée dans les gammes XR et XT suivantes, la Falcon 600 avec des équipements supplémentaires tels qu'un chauffage standard. Les modèles Fairmont et GT n'étaient pas assemblés localement, mais elles ont été importés d'Australie en nombre limité.
La Falcon XR a remporté le prix Wheels Car of the Year en 1966, donnant à la Ford Falcon deux victoires consécutives.

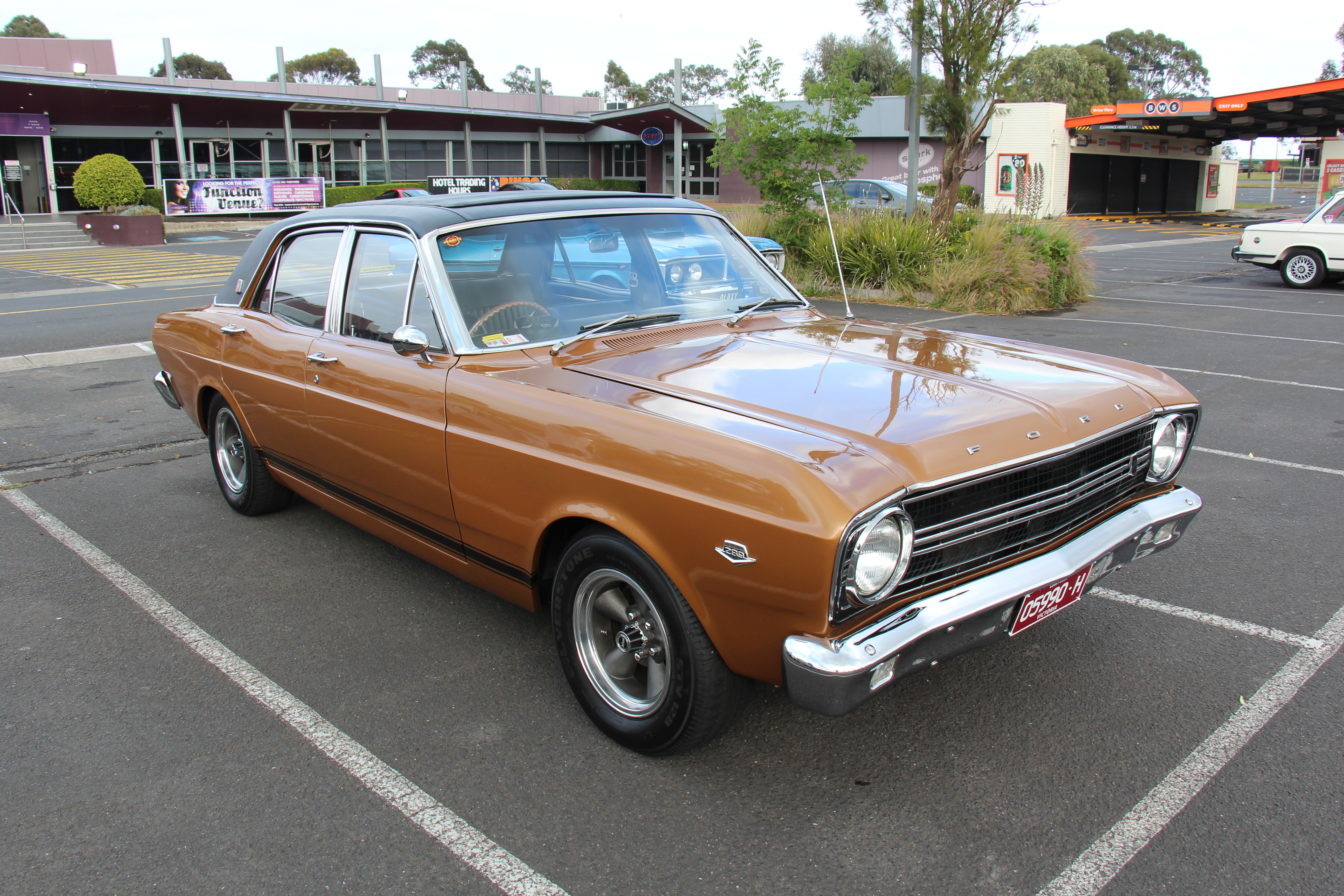
Ford Falcon XR GT Sedan 1967

En 1967, le marketing mettant l'accent sur la relation de la Falcon avec l'attrait du design de la Mustang a conduit Ford à introduire une variante Falcon GT pour la XR, avec une version de 228 ch (168 kW) du moteur V8 Windsor de 4,7 L, provenant de la Ford Mustang. La GT a marqué le début des muscle cars australiennes. Toutes les XR GT d'origine étaient peintes dans la couleur "GT Gold", à l'exception de huit qui étaient pentes en "Gallaher Silver" et cinq autres qui étaient peintes en "Russet Bronze", "Sultan Maroon", "Polar White", "Avis White" et "Ivy Green". Les GT non dorées, bien qu'ayant les mêmes spécifications, sont les plus rares des premières muscle cars australiennes.
Également spécifié pour la première Falcon GT étaient un levier de vitesses Hurst pour la boîte de vitesses à quatre vitesses, un volant sport profond, instrumentations sport, enjoliveurs de roue chromés et épaisses "rayures GT" le long des panneaux inférieurs entre les roues avant et arrière.

### XT
Le modèle XT de 1968 présentait un léger lifting, avec une calandre divisée et des feux de route encastrés pour la GT. La GT a également remplacé les épaisses rayures des panneaux inférieurs de la XR par des rayures étroites le long de la ceinture de caisse, depuis la calandre jusqu'au feu arrière. Les feux arrière étaient toujours ronds, mais au lieu du petit clignotant rond de la XR, le modèle XT avait un long clignotant à travers le feux. Sinon, tous les panneaux de carrosserie externes et les pare-chocs étaient les mêmes que ceux de la XR.
L'acheteur de XT pouvait également choisir un moteur six cylindres de 3,1 L ou de 3,6 L.
Le moteur V8 de 4,7 L a été remplacé par une nouvelle unité de 4,9 L.
Cette Falcon de la série XT ne doit pas être confondue avec la variante XT introduite à partir de 2002 avec la Falcon de la série BA.

### XW

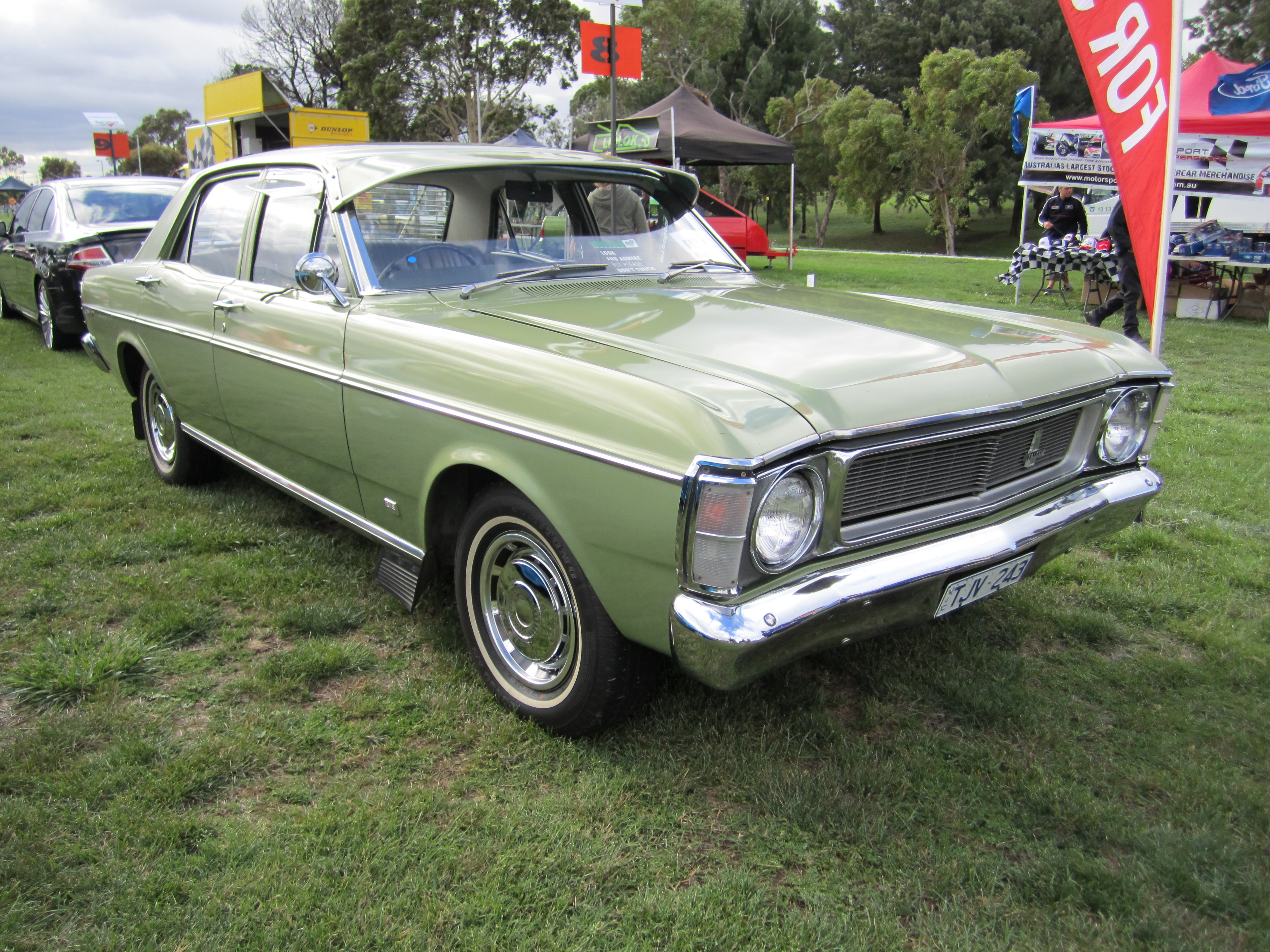
Ford Falcon XW Sedan

La Falcon XW de 1969 a introduit un style plus audacieux qui comportait des arêtes surélevées le long de chaque aile avant et un montant C en forme de «contrefort» (bien que le pare-brise arrière n'ait pas été déplacé), ce qui donnait l'impression que les voitures étaient plus grandes que les modèles XR/XT. Un nouveau tableau de bord et des variantes de finition sont également apparus. La climatisation entièrement intégrée et montée d'usine était proposée en option pour la première fois.
La variante GT a gagné un plus gros V8, le moteur Windsor de 5,8 L de fabrication canadienne, produisant 295 chevaux (217 kW) et équipé de deux échappements et d'un filtre à air sport. Le style de la GT est devenu plus sauvage avec l'ajout d'une écope de capot décalée et des serrures de capot de style course, ainsi que des rayures «Super Roo» sur toute la longueur de la voiture (celles-ci et les éléments du capot étaient une «option supprimable»). Les roues de la GT étaient maintenant des jantes habillées en acier inoxydable avec 12 fentes et des capuchons centraux plats sur les écrous de roue. Les deux «feux de route» introduits sur la GT XT ont été transférés à la GT XW.
Si cela ne suffisait pas à indiquer les ambitions de Ford «Gagner la course le dimanche, vendre la voiture le lundi», la XW incluait également l'introduction, en août 1969, de la légendaire finition GT-HO. La GT-HO était une voiture homologuée spécialement conçue pour la course. Extérieurement, elle était presque impossible à distinguer d'une GT standard, mais elle offrait un moteur plus performant et une suspension améliorée - bien que «HO» signifiait «Handling Option», les voitures ont également obtenu des carburateurs Holley plus gros et d'autres ajouts de performances. La Phase I, ou 'Windsor HO', était équipée du V8 Windsor de 5,8 L, mais il fut remplacé un an plus tard par le moteur Cleveland 351, produisant 300 ch (220 kW) dans la GT-HO Phase II. Les roues de la GT-HO Phase II présentaient un nouveau design à cinq fentes.
La XW a également gagné l'option GS ('Grand Sport'), qui pouvait être optionnée avec les moteurs six cylindres de 3,1 L et de 3,6 L, ou le moteur V8 Windsor de 4,9 L, mais pas le V8 Windsor de 5,8 L sur les Falcon 500, Futura et Fairmont. Elle offrait le même tableau de bord que la GT avec des instruments de sport, des enjoliveurs de roues sport et des rayures. La GS a duré jusqu'au modèle de la série XC I de 1978, plus long que la GT, qui se terminait avec la XB.

### XY
La XY vénérée est sortie en octobre 1970, avec des variations pour la calandre et les feux arrière, mais avec une carrosserie par ailleurs inchangée par rapport à la XW. Les moteurs six cylindres étaient plus gros : 3,3 L et 4,1 L. Une version double corps (2V) carburé) pour le V8 Cleveland 351 était une option sur toutes les berlines. Tous les modèles GT restent de précieuses voitures de collection[réf. nécessaire] et cela est particulièrement vrai pour les GT XY et GTHO XY Phase III, sorties en 1970.
Le style de la GT est devenu encore plus sauvage avec une écope «Shaker» dépassant d'un trou dans le capot pour l'induction d'air froid et elle arborait désormais deux larges bandes GT depuis la calandre jusqu'au pare-brise, plutôt que les éléments de capot de la XW. Les épaisses bandes latérales sont restées, bien que légèrement modifiées, tout comme les feux de route jumelés et le panneau noirci entre les feux arrière. Les roues étaient désormais les éléments en acier à cinq fentes vus pour la première fois sur la GT-HO XW Phase II. La GT-HO Phase III arborait également un aileron avant en plastique et un aileron de coffre inspiré de ceux montés sur les Mustang de la finition Mach.
Le V8 Cleveland amélioré de la GTHO XY Phase III de 1971 produisait une puissance estimée à 390 ch (287 kW), bien que les chiffres officiels de Ford soient beaucoup plus bas pour ce moteur. Le carburateur Holley 750 cfm de la GT-HO XW Phase II a été remplacé par un carburateur Holley 780 cfm, ainsi que de nombreuses autres modifications de performances. La Phase III était la voiture quatre portes de production la plus rapide d'Australie et peut-être la berline quatre portes la plus rapide au monde à l'époque, avec une vitesse de pointe de 227,7 km/h. Les chiffres de puissance sont encore débattus aujourd'hui, car Ford revendiquait toujours 300 ch (220 kW) pour le moteur V8 Cleveland 351 standard de la GT, bien que la GTHO Phase III ait reçu de nombreuses modifications pour augmenter sa fiabilité et ses performances en course. En 1972, Ford a rendu les jantes «Globe Bathurst» en alliage de 15 pouces disponibles en tant que mise à niveau pour la GTHO Phase III.
Au cours de la vie du modèle XY, des variantes australiennes et améliorées du moteur six cylindres à sept paliers principaux, 200, 250-1V et 250-2V, ont été introduites. Les V8 Cleveland étaient auparavant importés, jusqu'à ce que la fonderie Geelong commence à produire ces moteurs pour les Falcon automatiques à partir de mi-1972. Les transmissions étaient à la fois des Ford et des Borg-Warner, tout comme les essieux arrière. La XY est maintenant largement considérée comme étant la meilleure Falcon fabriquée en Australie, non seulement pour sa domination sur le circuit de Bathurst, mais aussi pour ses performances, sa qualité de construction et son raffinement, qui étaient supérieurs aux concurrentes de l'époque. Les valeurs actuelles des XY par rapport aux autres Falcon australiennes et à leurs concurrentes en témoignent.
Le premier véhicule utilitaire à quatre roues motrices de production australienne a été présenté par Ford en tant que modèle XY en novembre 1972. Tous étaient équipés du moteur six cylindres de 4,1 L qui était monté sur une inclinaison de 30° pour fournir à la suspension de l'essieu avant un jeu entre le différentiel avant et le carter.

## Troisième génération (1972-1979)

### XA
Aux États-Unis, la fin de la production de la Falcon a ouvert la voie à une contribution australienne beaucoup plus importante dans la conception des Falcon de fabrication australienne à partir de 1972, bien que pendant plusieurs années une ressemblance distincte avec la Mustang de fabrication américaine ait toujours existé. La Falcon XA, introduisant un nouveau modèle de coupé à toit rigide, est entré en scène avec sa gamme de couleurs de peinture distinctive, le violet et le prune sauvage étant populaires, souvent commandés avec une sellerie blanche ou noire. La Falcon XA à toit rigide avait une forte ressemblance avec la Ford Torino SportsRoof de 1970-1971 (les deux voitures partageaient la même tôle de plancher) et partageait ses portes à "fenêtres sans cadre" avec les variantes utilitaires et fourgons à panneaux. Les transmissions ont été reportées de la XY, bien que le moteur 250-2V ait rapidement été abandonné et que les moteurs «à part entière» de la GT-HO ne soient plus nécessaires en raison des modifications apportées aux règlements de course pour les voitures de production. Ford avait prévu une GT-HO «Phase IV» (et en a construit quatre), mais l'a annulée à la suite de la soi-disant «alerte aux supercars».
La variante GT a conservé les feux de route jumelés, mais est revenue à des éléments de capot sans aucune rayure sur le véhicule. Les protections avant ont reçu de faux «évents» juste derrière les clignotants, et des conduits du Comité consultatif national de l'aéronautique ont été ajoutés au capot. Les roues en acier à 12 fentes ont été réintroduites, bien que certaines GT aient reçu les roues 'Globe Bathurst' à cinq rayons, qui avaient été commandées pour la GT-HO Phase IV et devaient maintenant être utilisées. La suspension arrière de la GT comportait des tiges de rayon pour aider à localiser l'essieu arrière rigide à ressort elliptique. D'autres pièces de performance de la phase IV avortée se sont retrouvées dans les GT, notamment des réservoirs de carburant plus grands et des puisards à ailettes. Ces GT sont généralement appelés RPO83 d'après le code d'option couvrant les pièces supplémentaires, bien que les pièces reçues par une RPO83 donnée semblent être régies par la chance du tirage plutôt que par un processus spécifique[réf. nécessaire].
De l'arrière, les XA à toits rigides se distinguent des modèles ultérieurs par leurs feux arrière, qui ont des lentilles inclinées vers l'intérieur (vers l'avant du véhicule).

### XB
En 1973, la Falcon XB (vendue avec le slogan "The Great Australian Road Car" (La grande voiture de route australienne)) a été introduite avec un style plus agressif, une manette de commande multifonction (clignotants, feux de route, klaxon), nouvelles couleurs, y compris des pare-chocs à code couleur sur les variantes GT et variations de finition mineures. Les options de moteur ont été reprises de la série XA. De nouvelles finitions optionnelles pour les fourgons et les versions utilitaires, "Surferoo" et "Surfsider" pour les fourgons et "Overnighter" pour les versions utilitaires, ont été introduites.
Les freins assistés à disque avant étaient désormais de série sur toute la gamme Falcon. La variante GT de la XB comprenait également des freins à disque aux quatre roues (les modèles GT/GT-HO antérieurs utilisaient de grands tambours à ailettes à l'arrière). Les 211 premières GT XB construites étaient équipées d'une version américaine du moteur V8 Cleveland de 5,8 L connue sous le nom de «Big Port», et les GT XB ultérieures étaient équipées d'une version australienne du moteur «Small Port» avec un carburateur Autolite 4300 à 4 corps 605 CFM à tirage descendant, évalué à 224 kW (305 ch) à 5 400 tr/min et 515 N m de couple à 3 400 tr/min. Une différence de performance notable est observée entre ces moteurs[réf. nécessaire], et aussi en valeur de revente, car les premières GT à moteur américain sont plus rares, donc plus à collectionner[réf. nécessaire]. Les feux de route jumelés sont restés, tout comme les serrures du capot. Les écopes de capot de la GT étaient désormais intégrées dans le «renflement» sur le capot, les pare-chocs étaient maintenant de couleur carrosserie et le renflement, passages de roues, seuils et les lambrequins étaient peintes dans une couleur contrastant avec la couleur carrosserie (généralement en noir, en fonction du choix de la couleur de la carrosserie).

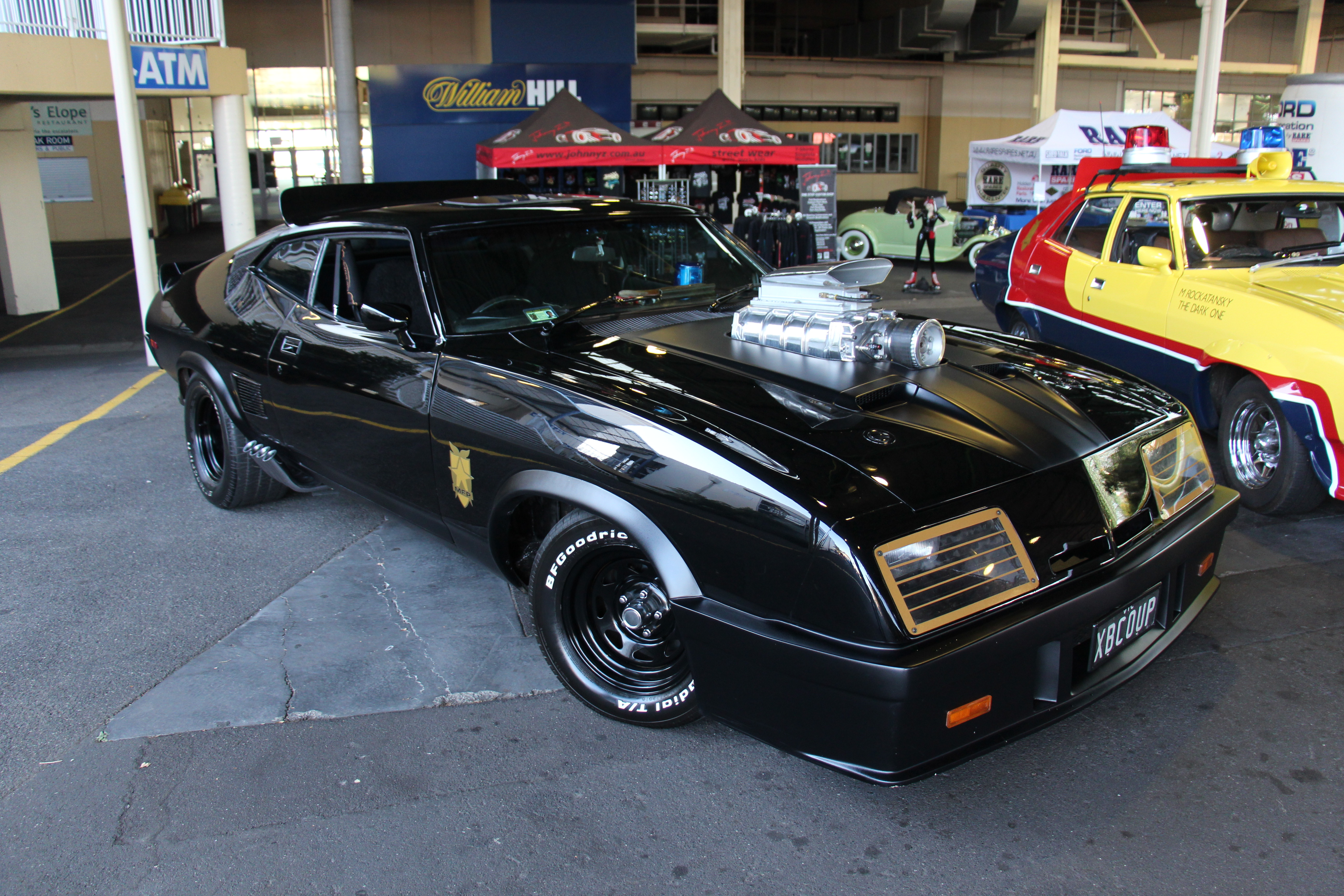
Ford XB Falcon Hardtop "Mad Max Tribute"

Cette voiture classique est mondialement connue pour ses rôles principaux dans les films Mad Max et Mad Max 2 (Le Défi), tous deux avec Mel Gibson. Dans Mad Max, la police utilise des berlines XA et XB jaunes, et Max conduit plus tard une XB noir à toit rigide personnalisé connu sous le nom de Pursuit Special, ou noir sur noir en raison de son schéma de peinture noir mat sur noir brillant. Dans Mad Max 2 (Le Défi), elle était surnommée la « dernière des intercepteurs V8 ». On l'appelle souvent l'intercepteur de Max, mais toutes les voitures de patrouille principales de la Force portant le badge "Interceptor" étaient des berlines quatre portes, y compris celle que Max conduisait pendant la poursuite de Night Rider.
La Ford Landau, un "coupé personnel" deux portes basée sur la Falcon XB à toit rigide est sortie en août 1973.

### XC
En juillet 1976, Ford a présenté la Falcon XC, qui était le premier modèle à se conformer aux nouvelles réglementations en matière de pollution spécifiées par la règle de conception australienne 27A. Cela a conduit à la production locale de V8 Cleveland et à l'introduction du moteur six cylindres Cross-Flow (également appelé X-Flow). Des versions de ce moteur étaient produites en Amérique du Nord et, sous diverses formes, utilisées dans les Falcon australiennes jusqu'à la XF. Sa longue course et sa grande capacité permettaient un très bon couple de «remorquage», tandis que ses épaisses pièces moulées et ses tolérances relativement lâches lui donnaient une réputation de fiabilité malgré les abus.
La XC a également introduit les premières berlines familiales produites localement dans le pays avec une suspension conçue autour de pneus à carcasse radiale. Connue sous le nom de "Touring Suspension" (ou "Sports Handling Suspension"), elle était initialement de série sur la Fairmont GXL berline (en option sur d'autres berlines) jusqu'à ce qu'elle devienne un équipement standard sur toutes les berlines et les toits rigides de la "XC½" de 1978 reliftée. Pour une meilleure maniabilité sur les breaks, les propriétaires pouvaient commander une finition de suspension robuste et plus rigide en option sans frais.
D'autres changements comprenaient une disposition de tableau de bord totalement différente de celui de la série XA/XB, nouvelles portes arrière avec une coupe de seuil plus basse, bouches d'extraction d'air à l'arrière des montants C et de très grands pare-chocs avant et arrière sans panneau de lambrequin supplémentaire en-dessous.
De derrière, les XC à toits rigides se distinguent des modèles précédents par les feux arrière, qui ont des lentilles plates avec des contours noires.
Le Falcon Sundowner Van, basé sur le Falcon 500 Van, a été introduit en 1977. Il comprenait des options de la Falcon GS à toit rigide, telles qu'une instrumentation complète, écopes de capot, roues de route sport à fentes et feux de route, mais avec des moulures de protection latérales et des vitres latérales de fourgon supprimées. Des décalcomanies latérales et arrière étaient incluses dans la finition, tout comme la finition de suspension «berline» de 500 kg et les pneus ER70 H14 à carcasse radiale.
En décembre 1977, Ford a construit 13 Falcon GS XC à toits rigides en commande spéciale. Ces véhicules portaient des numéros de châssis commençant par JG65TE (vérifié par Ford). Ces voitures étaient spécialement modifiées dans l'atelier "pièces et accessoires" de l'usine Ford de Campbellfield. Elles ont toutes été modifiées et équipées de la carrosserie et des spécifications mécaniques approuvées lors des évolutions d'homologations de course de septembre 1977 et octobre 1977; ces changements ont principalement été conçus pour améliorer la durabilité de la course. Ces véhicules, souvent appelés «Pré-Cobra», ont constitué la base de construction de 30 Cobra Bathurst spéciale (numéros de construction de 02 à 31) qui ont été construits six mois plus tard en juillet 1978. En raison du petit nombre de productions de ces Falcon GS à toits rigides homologués et du calendrier de fabrication, un lot de 13 voitures aurait été construit en tant que commande spéciale unique, spécifiquement pour les équipes de course de Ford ou privées qui prévoyaient de courir avec dans la saison 1978 du championnat australien des voitures de tourisme. Il était également nécessaires de produire un nombre minimum de modèles pour satisfaire la Confédération des régulateurs du sport automobile australiens pour permettre aux modifications d'être légales pour la course. On pense que sept modèles ont couru et que six modèles ont été vendus à des concessionnaires qui les ont commercialisés sous le nom de «Homologation Pack». Les GS Homologation Pack inclus :
- Nouveau becquet avant
- Nouveau becquet arrière
- Écope de capot inversé
- Support de tour à ressort ou barre K
- Renfort pour le support de tour à ressort
- Renfort pour le support de bras de renvoi de direction
- Poulie de pompe à eau à deux rangées avec courroie d'entraînement supplémentaire à la poulie de vilebrequin
- Refroidisseur d'huile de transmission avec pompe et conduites tressées
- Réservoir longue portée avec plus grand remplissage
- Passage de roue arrière plus grand de 25 mm
- Ventilateurs Twin Thermatic composés chacun de 10 pales

En 1978, inspiré par une arrivée dominante aux 1ère et 2éme places au Hardie Ferodo 1000 de 1977 par les Falcon à toits rigides, Ford a présenté l'édition limitée Cobra, qui utilisait les 400 dernières carrosseries du coupé à toit rigide. Basé sur le modèle Falcon GS à toit rigide, chaque Cobra était numérotée individuellement et présentait des points forts tels que des roues de route "Globe" de 15 pouces en alliage, copiées des Ferrari, destinées à faciliter le refroidissement des disques de frein, pneus ER70 H15 à carcasse radiale, instrumentation complète, écopes de capot, feux de route, échappement double, freins à disque aux quatre roues et un schéma de couleurs blanc et bleu distinctif. Les moteurs de 5,8 L ont été installés dans les voitures numérotées de 002 à 199 et numéro 351 et les moteurs de 4,9 L ont été installés dans les autres (001, plus de 200 à 400 à l'exception du numéro 351).
En Australie, la Falcon, bien que populaire, était généralement dépassée par l'Holden Kingswood de GM jusqu'en 1978, date à laquelle elle a commencé à gagner du terrain après qu'Holden ait décidé de remplacer la Kingswood par un modèle plus petit appelé Commodore, basée sur les modèles européens d'Opel.
Holden a parié que l'augmentation des prix du pétrole prévue à cette époque pousserait les consommateurs à choisir des voitures plus petites et plus économes en carburant, mais la hausse des prix du pétrole ne s'est jamais matérialisée, tandis que les concessionnaires Ford ont agressivement dressé la Cortina 6 contre l'alternative Commodore jusqu'à l'arrivée de la Falcon XD en 1979.

## Quatrième génération (1979-1988)

### XD
Le prochain modèle de Ford Falcon, la XD (Project Blackwood), introduit en 1979, avait de nombreuses ressemblances de style extérieur avec la Ford Granada européenne, mais elle était légèrement plus grande et moins luxueuse. Le renforcement de la carrosserie améliorée a permis de nombreuses réductions de poids pour les composants, améliorant ainsi les performances et le freinage. La Fairmont Ghia a remplacé la Fairmont GXL.
Initialement, comme avec les premières Commodore, des problèmes de qualité et de consommation de carburant ont pesé sur la XD. En 1980, l'introduction de la culasse en alliage a amélioré l'économie de carburant du moteur 
six cylindres à soupapes en tête vieillissant, un moteur dont les racines remontent aux années 1950, tout en augmentant la puissance de la version à haute compression du moteur de 4,1 L et de 92 à 94 kW (125 à 128 ch). Cependant, au cours de cette période, une combinaison de pressions gouvernementales, de crise du carburant et de contrôles de pollution plus stricts a commencé à freiner le développement de voitures hautes performances.
Parallèlement à l'idée de Ford de supprimer le moteur V8, Ford avait également envisagé de remplacer la Falcon par une berline à hayon plus petites et à traction avant, nommées "Capricorne". En 1981, cependant, grâce au succès des ventes de la Falcon, le projet de remplacement a été annulé.

### XE
Au fur et à mesure que la crise du carburant s'est atténuée, les Australiens se sont éloignés de la Commodore plus petite pour revenir à la Falcon full-size traditionnelle. En 1982, pour la première fois depuis plus d'une décennie, la Falcon XE, avec sa suspension arrière à ressorts hélicoïdaux et ses rapports de différentiels économes en carburant (modèles de 4,1 L) a éclipsé sa rivale Holden en termes de ventes. La Ford Falcon est restée le numéro un des ventes en Australie jusqu'en 1988, lorsque Holden est revenu à une conception de berline full-size australienne. Une transmission manuelle à trois vitesses avec levier de vitesses sur colonne (dans les véhicules à six places) ainsi qu'une transmission manuelle à quatre vitesses avec levier de vitesses au plancher était disponible, une transmission manuelle à cinq vitesses avec levier de vitesses au plancher était également disponible avec le moteur de base de 3,3 L. Une transmission automatique à trois vitesses était disponible, sur colonne ou au plancher.
Les V8 «Cleveland» fabriqués en Australie par Ford ont été abandonnés en 1982. Au cours de cette période, Ford Australie a également construit une quantité de moteurs 351C à quatre boulons, similaires à ceux utilisés en NASCAR à l'époque, à des fins de course en Australie. La carrière locale du moteur 351 de course se terminant en 1985, les restes ont été expédiés et vendus aux États-Unis.
La dernière Ford Falcon australienne à moteur V8 (jusqu'au retour de ce groupe motopropulseur en 1991) était une Ford Fairmont Ghia ESP XE berline argentée de 4,9 L, numéro de VIN JG32AR33633K, de novembre 1982. Jusqu'en août 1985, Ford Australie a continué de vendre le stock restant de moteur 351C de 5,8 litres disponible dans les véhicules Bronco et F-Series.
En 1983, le moteur six cylindres EFI de 4,1 L a été introduit pour remplacer le V8 de 4,9 L, mais produisait initialement 111 kW (151 ch) et 325 N m de couple, bien en deçà des 149 kW (203 ch) et 415 N m précédemment produits par le V8 de 5,8 L.

### XF
Les Falcon XF berline et familiale étaient vendues entre octobre 1984 et mars 1988 (modifiées pour fonctionner à l'essence sans plomb à partir de janvier 1986), le pcik-up allant jusqu'en mars 1993. La maniabilité et la conduite étaient décrites comme compétentes, mais la direction non assistée était lourde à basse vitesse avec une action de braquage trop forte après avoir effectué une manœuvre telle qu'un demi-tour. La direction assistée (et les freins à disque aux quatre roues) ont été standardisées en 1986. Elle reste le modèle de Falcon la plus vendue de Ford à ce jour; plus de 278 000 XF ont été construites. C'était le premier modèle, depuis la XP, à ne pas proposer de moteur V8.

### XG
Lorsque la gamme Falcon XF a été remplacée par la série EA redessinée, les XF commerciaux (utilitaire et fourgon) sont restés inchangés en raison de l'absence de versions de la série EA. Les XF commerciaux sont restés inchangés sur le plan stylistique, mais avec le temps, ils gagnaient les mises à jour de moteur de la série EB.
Le XG, sorti en mars 1993, représentait la mise à jour la plus importante des Falcon commerciaux en cinq ans. Mis à part un nouveau nom - le pick-up était appelé "Falcon Longreach" - le XG a obtenu un nouveau moteur, un lifting extérieur et a perdu la transmission manuelle à trois vitesses avec levier de vitesses sur colonne (et la transmission automatique à trois vitesses avec levier de vitesses sur colonne) mais il avait maintenant une boîte manuelle à cinq vitesses avec levier de vitesses au plancher. Ford Australie a ajouté le nom Longreach pour l'image de «bourreau de travail» du pick-up, c'est aussi le nom du lieu de naissance de Qantas et du Temple de la renommée des Stockman australiens sur les limites de l'outback. Le modèle a été présenté aux médias à Longreach.
Le XG était essentiellement une mise à jour de la XF. Il a obtenu le moteur six cylindres en ligne OHC de 4,0 l de l'EB II, avec une transmission manuelle à cinq vitesses ou une transmission automatique à quatre vitesses (avec levier de vitesses au plancher ou sur colonne), ce qui signifie que Ford pourrait retirer les anciennes options de moteur et de transmission. Il a également obtenu les mises à jour intérieures de l'EB, notamment le groupe d'instrumentations, la console centrale (dans les modèles à deux places), le volant et les sièges. Les changements extérieurs étaient minimes et comprenaient une calandre de style EB, des garnitures de fenêtre noires (par opposition au chrome sur les XF), des bandes de frottement de porte de style EB et des voyants lumineux sur les ailes avant.
Un modèle XR6 est sorti en octobre 1993. Par rapport au modèle standard, il a gagné le moteur XR6 de 161 kW (219 ch) de l'ED, quadruples phares distinctifs, clignotants dans le pare-chocs avant (en raison des phares différents), suspension plus sportive, sièges XR6 ED, finition, jantes alliage de 15 pouces à cinq branches et badge extérieur. 1 050 XR6 ont été vendus entre octobre 1993 et mars 1996.

### XH
Le Falcon utilitaire et fourgonnette de la série XH, sortis en 1996, étaient essentiellement des modèles XG relookés pour ressembler aux Falcon EF contemporaines berlines et familiales. Le XH a également obtenu une toute nouvelle suspension avant et une direction à crémaillère et pignon des voitures de la série EA-EL. Cela impliquait des modifications du cadre et de la carrosserie. Le panneau du toit de l'utilitaire était maintenant en forme de dôme et a perdu son aspect carré, augmentant l'espace intérieur pour la tête. À cette époque, la popularité du fourgon à panneaux s'était estompée et Ford a sorti son dernier Falcon fourgon à panneaux en 1997 dans le cadre de la série XH II révisée. C'est également avec ce modèle que le moteur V8 a été réintroduit dans la gamme des Falcon véhicules utilitaires. Après 20 ans, la quatrième génération de Falcon a été abandonnée en juin 1999.

## Cinquième génération (1988-1998)

### EA
À la suite d'un développement de 700 millions de dollars australiens, la Ford Falcon EA introduite en 1988 ressemblait passablement à la Ford Scorpio européenne. Sous la carrosserie, cependant, elle restait de conception entièrement australienne et elle est considérée comme le premier modèle de Falcon à avoir utilisé des tests en soufflerie. L'EA n'était également produit que dans les styles de carrosserie berline et break, les modèles utilitaire et fourgon précédent (XF) continuant en production.
La Falcon EA était disponible en quatre niveaux de finition avec un choix de trois moteurs six cylindres en ligne : la GL de base, propulsée par un moteur CFI de 3,2 litres (bien que la majorité comportait une version de 3,9 L du même moteur); la Fairmont de luxe propulsée par un moteur CFI de 3,9 litres; la finition Falcon S sportive et la Fairmont Ghia haut de gamme, toutes deux propulsées par un moteur MPI multipoint de 3,9 L. Une boîte manuelle T50D à cinq vitesses entièrement synchronisée et une transmission automatique Borg-Warner M51 à trois vitesses étaient proposées, cependant, cette dernière a été remplacée par une transmission BTR 85SXL à quatre vitesses dans la mise à niveau de la série II et améliorée en transmission BTR 95LE avec la série EB de 1991.
La Falcon EA, sortie sous le nom de code EA26 (E pour la catégorie des voitures de grande taille, A pour Australie, 26 pour le numéro (généralement en séquence) de projet global), conserverait les caractéristiques traditionnelles de la Falcon en termes de largeur et de propulsion arrière. Cela s'est avéré être la bonne décision car les ventes de Falcon ont commencé à grimper après la crise du carburant, tandis que celles de la Commodore rivale ont chuté. Il est devenu évident que les habitudes d'achat des Australiens n'avaient pas vraiment changé et que le public voulait une voiture familiale full-size (bien que plus petite).
De plus, la domination de Ford sur le marché des taxis en Australie signifiait qu'une voiture pouvant accueillir confortablement trois personnes le long de la banquette arrière - et même à l'avant, avec une banquette installée - était nécessaire. Cela a également permis à Ford de conserver, au moins jusqu'à ce qu'Holden mette en vente la nouvelle Statesman/Caprice de 1990, le marché des voitures officielles à usage gouvernemental.
Bien qu'initialement populaire, la qualité de construction de l'EA n'était pas compétitive avec des ajustements inégales, des problèmes informatiques, une peinture de mauvaise qualité et des problèmes d'alignement de la suspension avant,.
Lancée en octobre 1989, la série II s'accompagnait d'une transmission automatique à quatre vitesses, de montants B couleur carrosserie et le moteur de 3,2 L a été abandonné. Bien que les modèles de la série II aient beaucoup moins de problèmes que la série I, les prix de la série II sont également affectés par des valeurs de revente réduites. Le même problème affecte également les Fairlane série NA et LTD série DA, et même les variantes pick-up et fourgon à panneau, qui persistaient avec l'architecture de l'ancienne XF.

### EB
Visuellement, la Falcon EB de 1991 est restée presque identique à sa prédécesseur mais avec de subtils changements de style à l'avant avec l'emplacement de l'insigne Ford et à l'arrière avec l'applique de feu arrière. Cette série a vu la réintroduction, par Ford Australie, d'une option de moteur V8 (sur les berlines uniquement) pour la première fois depuis 1982. Cette génération de Falcon berline ressemble beaucoup à la Ford Tempo nord-américaine de la même époque. De plus, cette série a également vu la réintroduction d'un modèle Falcon GT, avec le modèle raffiné "25th Anniversary" limité à 265 unités. Cette édition limitée et les premiers modèles sportifs, les XR6 et XR8 (qui se sont poursuivis avec toutes les Falcon ultérieures, qui étaient à l'origine commercialisées sous les noms S-XR6 et S-XR8), sont apparus pour la première fois avec la série EB, par le biais de la toute nouvelle co-entreprise Tickford Vehicle Engineering (TVE).
Ayant coûté 1 million de dollars australiens, le modèle de la série II d'avril 1992, radicalement différent, bénéficiait principalement d'un moteur 6 cylindres de plus grande capacité (augmentant de 35 centimètres cubes, passant de 3 949 cm3 à 3 984 cm3), portant sa capacité nominale totale à 4,0 L. La transmission et l'électronique ont également été améliorées et, à l'extérieur, les changements de style ont abondé, le modèle de base ayant désormais des pare-chocs de couleur carrosserie et ses poignées de porte extérieures en plastique noir mat ont maintenant une finition brillante. D'autres aspects de cette mise à niveau consistaient en des améliorations de la sécurité, de l'électronique et du raffinement global. Par exemple : la voiture était désormais dotée en standard d'un système de verrouillage de sécurité avancé appelé «Smartlock» sur tous les modèles; les freins antiblocage sont devenus facultatifs; une ceinture de sécurité centrale arrière est devenue standard (à partir de 1993); les montants A remplis de mousse ont permis d'offrir une meilleure protection contre les collisions et des réductions du bruit, des vibrations et de la dureté (BVD).

### ED
La Falcon ED est venue en réponse à la nouvelle Commodore VR d'Holden en 1993. La calandre était désormais elliptique pour la différencier de l'EB, et la finition sport (XR6 et XR8) a gagné un groupe de quadruple phares exclusif. La Futura a fait son grand retour dans la gamme ED. La Futura, axée sur la sécurité, était commercialisée auprès des acheteurs privés et était équipée d'un régulateur de vitesse, de freins antiblocages et de rétroviseurs couleur carrosserie. Pour la première fois depuis la série XF, le luxueux niveau de finition Fairmont Ghia n'était pas disponible sous forme de break. Le six cylindres standard de 4,0 L produisait 148 kW (201 ch), le moteur de la finition hautes performances XR6 produisait 161 kW (219 ch) et le V8 EFI de 5,0 litres produisait 165 kW (224 ch) à 4 500 tr/min.

### EF
Lorsque l'EF restylée a été introduite en août 1994, elle a apporté une nouvelle forme de carrosserie tout en partageant ses portes (bien qu'avec un nouveau design de poignée de porte) et la majeure partie de sa structure de carrosserie avec les voitures de la série EA-ED antérieures. Contrairement à la berline, le break a hérité du style arrière de la série ED. Un intérieur entièrement repensé est venu avec le nouveau modèle. Les porte-gobelets étaient désormais des caractéristiques importantes dans tous les modèles, et Ford a accordé une attention particulière à la sécurité. Un airbag conducteur a été standardisé sur toutes les variantes, une première pour une voiture australienne, même si l'Holden Commodore VR a été la première voiture à en proposer en option. De l'extérieur, la carrosserie renforcée offrait une résistance accrue en cas de renversement et une protection accrue contre les collisions frontales. Une innovation originale introduite dans la gamme EF était la "Smart Bar". Un pare-buffles développé pour fonctionner de manière transparente avec le système d'airbag du véhicule.
Le moteur six cylindres en ligne de 4,0 L a été amélioré pour faciliter le raffinement et augmenter la puissance à 157 kW (213 ch), ce qui comprenait le retrait du distributeur car il a été remplacé par un système d'allumage à bobines, une première pour la Falcon. De plus, le collecteur d'admission a été modifié pour inclure un système à double longueur qui impliquait des canaux d'admission de deux longueurs différentes et une soupape pour basculer entre les deux. Des modifications ont également été apportées à la suspension dans le but de fournir une conduite plus souple, mais elles ont été critiquées pour produire une maniabilité nerveuse et une sensation troublante de survirage (un problème non corrigé avant le lifting, l'EL),.
Un airbag passager a été proposé en option dans le lifting, la série II d'octobre 1995. La conception unique lui permettait de protéger non seulement le passager avant, mais également le passager central (seul la GLi d'entrée de gamme était proposée avec la banquette optionnelle). La Fairmont Ghia était le seul niveau de finition à recevoir de série des doubles airbags, elle bénéficiaient également du moteur XR6, d'une sellerie en cuir, d'une utilisation intensive du chrome et d'une suspension abaissée. Grâce à l'utilisation d'une isolation en caoutchouc néoprène, le bruit de la route et du vent était coupé à l'intérieur de l'habitacle, contribuant au raffinement du véhicule. Ford a également abandonné le XR6 break dans la gamme de la série II.
La série EF a également vu la première utilisation de lentilles de phare en polycarbonate au lieu de verre, ce qui permet de gagner du poids et d'augmenter la résistance aux éclats.

### EL
Le modèle final de la série E, la Falcon EL, n'était qu'un lifting de l'EF destiné à maintenir de fortes ventes jusqu'au lancement de la sixième génération, la Falcon AU. Le changement visuel le plus évident a été le retour de la calandre pour les niveaux de finition GLi et Futura. La nouvelle calandre ovale est liée à la gamme mondiale de Ford de l'époque. Les mises à jour cosmétiques se sont encore étendues au capot et au pare-chocs avant et les phares recevant également un design révisé. Il y avait désormais de nouvelles calandres proéminentes sur les variantes de luxe (Fairmont et Fairmont Ghia), et les quatre phares des modèles XR sport ont subi des modifications mineures. De nouveaux enjoliveurs de roues ont été présentés sur tous les niveaux de finition, et les variantes break ont gagné des lentilles de clignotants teintées en blanc, remplaçant la teinte ambrée qui était courante depuis l'introduction de l'EA.
Avec l'EL, il y a encore eu une refonte du moteur cette fois, le distributeur a été réaménagé et l'allumage du pack de bobines a été retiré, bien que la puissance soit restée la même, 157 kW (213 ch) à 4 900 tr/min et 357 N m à 3 000 tr/min. Le rapport de démultiplication final est passé de 3,23:1 à 3,08:1, permettant d'atteindre de faibles rapports. 1 700 tr/min à 100 km/h étaient atteignables en 4e vitesse.
Pour résoudre les problèmes de maniement de l'EF, des améliorations ont été apportées à la suspension arrière et à la direction, qui est en grande partie attribuable à l'association de Ford Australie avec Tickford Vehicle Engineering. La direction assistée asservie à la vitesse de la Fairmont Ghia facilitait le stationnement, sans compromettre la direction à grande vitesse. À l'exception de la GLi, toute la gamme était équipée de freins ABS Bosch 5.3 standard et d'un film de fenêtre avancé connu sous le nom de "Smart Tint" qui offrait des niveaux de protection équivalents à de la crème solaire SPF15.
Les améliorations intérieures allaient des sièges et des appuie-tête remodelés à de nouvelles combinaisons de couleurs et de commutateurs. Les breaks peuvent désormais être commandés avec des places de troisième rangée et un réseau électrique pour l'utilisation du téléphone portable.

## Sixième génération (1998-2010)

### AU
La nouvelle génération de Falcon AU est sortie en 1998, la gamme comprenant les modèles suivants : Forté (anciennement GLi), S, Futura, Fairmont, Fairmont Ghia, XR6, XR6 VCT et XR8. La différenciation externe des différentes finitions se faisait par l'utilisation de calandres et de capots différents (capot bas et calandre verticale de style «cascade» sur la Forté, simple barre horizontale sur la Futura, barre sur le pare-chocs et calandre à quatre feux intégrés sur la finition de sport XR; capot haut et grande calandre sur la finition Fairmont) et des accessoires plus basiques tels que différentes conceptions de jantes en alliage, de groupes de feux arrière (clignotants clairs sur la Fairmont) et garnitures chromées avec coordination de couleur carrosserie.
Initialement, la société a envisagé une Falcon de 5e génération remaniée et a même étudié la possibilité de complètement la remplacer avec des importations tels que la Ford Taurus américaine à traction avant ou la Ford Crown Victoria à propulsion arrière, la Scorpio européenne à propulsion arrière et, semble-t-il, même la Mazda 929 japonaise à propulsion arrière (qui faisait alors partie du conglomérat Ford).
Développée sous le nom de code "EA169", la série AU a adopté le style mondial New Edge de Ford, qui visait à la différencier du style "conformiste" qui prévalait dans les années 1990. Le pari, qui avait fonctionné avec la Ford Focus, ne faisait pas particulièrement aimer la Falcon AU à ses acheteurs.
Ford a tenté de résoudre les problèmes de l'UA avec ses mises à jour de la série II (avril 2000) et de la série III (novembre 2001), qui ont apporté des améliorations de style et d'intérieur telles qu'un capot surélevé sur toute la gamme non-XR (en-dessous de la finition Fairmont), mise au rebut de l'impopulaire calandre de style "cascade" du modèle Forté de base, barres de pare-chocs à profil plus large et révisées, roues plus grandes et garnitures intérieures améliorées.
En outre, cette série a également reçu des améliorations mécaniques et structurelles, notamment un système de freinage amélioré, un pare-feu laminé conçu pour réduire le bruit, les vibrations et la dureté, et des améliorations de puissance incrémentielles pour le moteur V8. Néanmoins, malgré ces améliorations et respectant les incitations de propriétaires (telles que la climatisation et la transmission automatique gratuites sur la Forté qui représente le plus gros volume des ventes, ainsi qu'un entretien régulier et gratuit pendant trois ans ou 60 000 km sur toute la gamme), les ventes de Falcon n'ont jamais été à la hauteur des attentes, étant dépassé par sa principale rivale, l'Holden VT et sa successeur, la Commodore VX.
Ce furent les premières Falcon de production australienne qui comprenaient le moteur 6 cylindres Variable Cam Timing (VCT) et les transmissions automatiques sur la T-Series hautes performances avec un mode adaptatif qui comprenait des boutons de changement de vitesse au volant.

### BA
Officiellement lancée en septembre 2002, la Falcon BA était une mise à jour majeure de l'AU, les concepteurs et les ingénieurs de Ford repartant presque d'une feuille blanche et dépensant un peu plus de 500 millions de dollars australiens, un chiffre beaucoup plus important que prévu. La Falcon BA a remporté le prestigieux prix Wheels Car of the Year (COTY) en 2002. Sa gamme comprend les modèles suivants : XT (anciennement Forté), Futura, Fairmont, Fairmont Ghia, XR6 et XR8. Les principaux éléments de la révision comprenaient le développement de la suspension arrière indépendante Control-Blade, plus efficace, une refonte importante du moteur 6 cylindres en ligne de la voiture ainsi que deux nouveaux moteurs V8 et, pour couronner le tout, de nouvelles transmissions. Du point de vue du design, la BA a reçu un tout nouveau look, les concepteurs donnant à la fois aux quartiers avant et arrière de la voiture un travail substantiel, résultant en un design beaucoup plus contemporain de style européen. Beaucoup d'efforts ont été consacrés à l'amélioration du savoir-faire, de l'ajustement et de la finition extérieur et intérieur. À l'extérieur, les buses de lave-glace ont été déplacées, passant du dessus du capot au dessous du capot. Les phares étaient placés sous le capot et dans l'ensemble, la plupart des interfaces ont été améliorées. La BA a également introduit un intérieur entièrement remodelé, dans lequel le groupe d'instruments «de forme ovale» a été remplacé par un groupe de style plus conservateur. Elle comportait un grand écran LCD, situé dans une console centrale à la "finition satinée" (appelée "Centre de commandement intérieur" ou CCI en abrégé). À l'intérieur, l'équipe de conception a passé de nombreuses heures à améliorer la sensation des points de contact ainsi qu'à améliorer l'ajustement, la finition et le savoir-faire. Moins d'un an après sa sortie, les ventes de Falcon avaient considérablement augmenté et, pendant un certain temps, ont éclipsé les ventes d'Holden Commodore.
Ford a introduit ses nouveaux moteurs six cylindres en ligne Barra VCT DOHC de 4,0 litres dans la gamme, qui comprenait une version turbocompressée (240 kW (326 ch) et 450 N m) et une version de base à aspiration naturelle (182 kW (247 ch)). La BA comportait également de nouveaux moteurs nord-américains, le V8 Boss 4V et le V8 Barra 3V de 5,4 L. Les moteurs Barra 220 (220 kW (300 ch) 472 N m), Boss 260 (260 kW (354 ch), 500 N m) et Boss 290 (290 kW (394 ch), 520 N m) étaient plus doux, plus silencieux et plus économe en carburant que le moteur Windsor de Ford utilisé dans l'AU. En octobre 2004, Ford a mis en vente la BA Mark II mise à jour. Parmi les changements figuraient une transmission manuelle à six vitesses, quatre nouvelles couleurs extérieures et des enjoliveurs de roues révisés.
En 2004, Ford a présenté le SUV Territory qui avait pour base le moteur, le plancher et la suspension arrière indépendante de la BA. Cela a été introduit en réponse à la baisse à long terme des ventes de grandes berlines en Australie, puisque la part total de ce secteur de marché n'a cessé de diminuer depuis une décennie.

### BF
Visuellement similaire à sa prédécesseur, la BF mise à jour d'octobre 2005 a été développée en mettant davantage l'accent sur les améliorations du groupe motopropulseur que sur la conception. La Falcon BF a reçue diverses améliorations mécaniques, y compris des modifications de moteur minimales, principalement dans le système VCT visant à individualiser le fonctionnement/le calage de la came, et des améliorations en matière de bruit, de vibration et de dureté. Le moteur six cylindres à aspiration naturelle a augmenté sa puissance à 190 kW (258 ch), contribué grâce à l'utilisation d'une huile 5W30 recommandée pour le moteur, améliorant ainsi la consommation de carburant et le conformant aux normes d'émission Euro III. La version turbocompressée du même moteur a également reçu de nouveaux gains de puissance, avec une puissance de pointe atteignant 245 kW (333 ch) et 480 N m de couple. Ford, avec la BF, a également introduit la transmission automatique ZF 6HP26 à six vitesses et le contrôle électronique de la stabilité, tous deux disponibles sur certains niveaux de finition.
En octobre 2006, Ford a mis à jour sa gamme Falcon avec la série II mise à jour. Les modèles BF II turbo ont eue une mise à niveau du moteur et étaient livrées en interne avec le même moteur que la Typhoon FPV, la seule différence étant la pression de suralimentation, la XR6 Turbo exécutant une pression de suralimentation de 0,4 bar (0,6 dans la FPV). Certains niveaux de finition de la gamme BF II (XT, Futura et Fairmont) ont vu une partie avant modifiée, qui présentait une image plus sportive et était plus aérodynamique. La XT d'entrée de gamme pouvait désormais être spécifiée avec la boîte automatique à six vitesses, la transmission automatique à quatre vitesses étant maintenue comme transmission standard. Les chiffres de consommation de carburant se sont également améliorés, avec des chiffres de 10,7 litres aux 100 km pour la XT de base et de 10,2 litres aux 100 km pour les variantes équipées de la boîte automatique ZF à six rapports.
En 2008, après la sortie du modèle Falcon FG, qui manquait d'une variante break, le BF a été révisé et réédité sous l'apparence du Mark III, mais uniquement sous forme break, et seul le modèle XT de base était disponible.
Le Mark III mis à jour comprenait un contrôle dynamique de la stabilité (uniquement disponible sur les modèles essence), une clé provenant de la Falcon série FG et accents Satin Alloy sur le contour de la calandre avant.
Fin 2010, le Falcon break a été définitivement arrêté. À sa place, Ford proposait la Ford Mondeo familiale plus petite et entièrement importée et le SUV Territory de fabrication australienne.
La dernière BF à moteur essence a été construite le 30 juin, tandis que les modèles E-Gas à moteur GPL ont continuée jusqu'en septembre 2010.

## Septième génération (2008-2016)

### FG
Article détaillé : Ford Falcon (FG)
La Falcon de septième génération, connue sous le nom de «FG», (et initialement connue sous le nom de projet Orion) a été annoncée lors d'une conférence de presse le 17 février 2008. Le surnom FG fait référence à la Fairmont Ghia désormais abandonnée (le modèle Futura étant également abandonné), conformément à une gamme plus rationalisée composée de: Falcon XT, XR6 et XR8 et des modèles de la série G, les Falcon G6 et G6E, remplaçant la Fairmont de base et la Fairmont Ghia haut de gamme (la variante V8 de cette dernière étant désormais remplacée par la G6E Turbo).
Le moteur six cylindres en ligne a reçu une mise à niveau de puissance de 5 kW (7 ch) et 8 N m à 195 kW (265 ch) à 6 000 tr/min et 391 N m à 3 250 tr/min. Le moteur turbocompressé utilisé dans les modèles XR6 Turbo et G6E Turbo produit (270 kW (367 ch) et 533 N m). La puissance de sortie est similaire à celle des FPV Turbo précédentes, mais il s'agit d'une conception considérablement modifiée : un nouveau système d'admission comprenant un refroidisseur intermédiaire plus grand et plus efficace, un taux de compression plus élevé, une suralimentation supplémentaire et des composants internes renforcés sont les principaux changements. Les XT, G6 et G6E ont également une option E-Gas (GPL). Le moteur continue d'utiliser un système VCT similaire à celui de ses prédécesseurs, les BA/BF. La consommation de carburant a été améliorée par rapport au modèle sortant. La XR6 Turbo a reçu le prix Bang for your Buck 2008 du magazine Motor.
La FG ajoute à la suspension avant un système «Virtual-Pivot», conçu pour améliorer les niveaux de direction, de maniabilité et de virage ; et complète le système de suspension arrière indépendante Control-Blade de Ford introduit pour la première fois sur la Falcon BA en 2002.
Dans un mouvement sans précédent, lors de l'introduction de la Falcon FG en 2008, la XR8 était le seul modèle V8 disponible. L'unique V8 de 5,4 litres (initialement lancé en 2003) produisait 290 kW (394 ch), 520 N m. En juin 2010, l'introduction de nouvelles réglementations sur les émissions signifiaient que l'emblématique moteur V8 devait être abandonné. Ford a progressivement supprimé cela; les magazines automobiles n'en ont même pas parlé. Cependant, au moment où le V8 a été abandonné, la filiale performance de Ford, FPV, a introduit un V8 d'origine Ford Motor Company, le Coyote de 5,0 L (tel qu'il est utilisé dans la Mustang). Prodrive a spécifiquement développé le moteur en Australie selon les propres normes de FPV (lire ci-dessous). Un nouveau modèle de FPV, la GS, a été lancé pour "boucher le trou" entre la XR6 Turbo et les modèles FPV V8 de niveau (et de prix) supérieur lorsque la XR8 a été supprimée. La GS est un point d'entrée vers FPV, prenant une grande partie des ventes qui auraient été destinées à l'ancienne Ford XR8.
Le moteur V8 Modular de 5,0 L est actuellement le moteur V8 de Ford Performance Vehicles, sorti en juin 2010. Initialement, deux versions ont été lancées, l'une évaluée à 315 kW (428 ch) et 545 N m de couple et l'autre à 335 kW (455 ch) et 570 N m de couple. Les deux moteurs portent le surnom «Boss», la version de 315 kW étant surnommée «Boss 315», et la version plus puissante surnommée «Boss 335».
En 2010, Ford Australie a célébré 50 ans de production continue de la Falcon, de 1960 à ce jour. Un modèle spécial, la XR50, a été mis en vente pour commémorer l'occasion. Le modèle commémoratif a marqué le début de la mise à jour de la FG.
La première mise à jour du modèle FG a été mise en vente au second semestre 2010. La mise à jour Mk2 ajoute plusieurs éléments intérieurs et extérieurs de série à tous les véhicules. L'intégration iPod et Bluetooth sont désormais de série sur toute la gamme et tous les modèles, à l'exception de la XT, reçoivent un écran tactile couleur de 20 cm. Les populaires transmissions automatiques ZF à six vitesses, les 6HP26 et 6HP21 (Ecoboost), ont également été standardisées sur toute la gamme, marquant ainsi la fin du succès des boîtes automatiques à quatre et cinq vitesses. D'autres changements comprenaient une toute nouvelle conception de pare-chocs avant, une conception de jante de roue alternative, de nouveaux tapis de sol et des nouvelles conceptions de marches latérales. Tous les modèles reçoivent des airbags rideaux.
La Mk2 a également reçue de nombreuses mises à jour, notamment un nouveau système de climatisation révisé, six airbags de série sur toute la gamme pour améliorer la sécurité et une meilleure insonorisation dans tous les modèles pour offrir une conduite plus raffinée et plus silencieuse.
Il a été annoncé en mi-2009 que Ford commencerait la production d'une version de la Falcon avec un moteur quatre cylindres "EcoBoost" à injection directe et turbocompressée. La toute première Falcon quatre cylindres a été mis en vente en avril 2012 et elle était équipée de la version GTDI de 2.0 L du moteur EcoBoost.
Un nouveau moteur GPL à injection de liquide (EcoLPi) a été introduit au second semestre 2011. Il offre des performances et une économie de carburant supérieures par rapport au précédent moteur GPL E-gas.
La Falcon FG a été la première voiture fabriquée en Australie à obtenir cinq étoiles aux tests de sécurité indépendants ANCAP. Elle a obtenu un score de 34,6 sur 37. Mais contrairement à la FG Mk1, chaque Mk2 obtient la cote de sécurité ANCAP de cinq étoiles, car toutes les voitures sont désormais équipées de six airbags de série.
Cette série a marqué la fin de toutes les Ford Performance Vehicles, après le lancement de la berline Falcon GT-F 351 (dont 500 réservées à l'Australie et 50 à la Nouvelle-Zélande) et du Pursuit Ute (120 au total), en juin 2014.

### FG X
La série FG X, nom de code 201X, était la dernière série de production de la Falcon, la production se terminant le 7 octobre 2016.
En juillet 2014, Ford Australie a publié des photographies officielles de la dernière itération de la Falcon sous le nom XR, qualifiant la XR8 réintroduite de "meilleur Falcon de tous les temps".
Extérieurement, la partie avant de cette Falcon redessinée adopte le langage de style Kinetic 2.0 de Ford, avec la calandre trapézoïdale qui a fait ses débuts sur le concept Ford Evos. La réintroduction de l'emblématique modèle XR8 découle de la fermeture des opérations de Ford Performance Vehicles, d'où la raison pour laquelle ce modèle comporte l'essentiel de la transmission de la FPV GT, y compris la variante suralimentée du moteur local, le V8 Coyote "Miami",,,,.
En août 2014, Ford Australie révélait que cette dernière série serait connue sous le nom de «FG X», à la suite d'importants retours d'amateurs clés. Le nouveau code de série, comme précédent niveau de finition G6, rend hommage aux plaques signalétiques Fairmont et Ghia des générations passées tandis que le X fait allusion à la série la plus populaire de la Falcon, de la XR à la XF.

## Falcon utilitaire
L'affection des Australiens pour les pick-ups (aussi appelé «utilitaire») a permis, à partir de 1961, au Falcon de servir de modèle de base pour leur gamme d'utilitaires et de fourgons à panneaux, devenant rapidement reconnu par les passionnés (généralement plus jeunes) au milieu des années 1960. Au fur et à mesure que les bases des modèles berline et break de la Falcon évoluaient, les modèles pick-ups et fourgonnettes évoluaient également, bien qu'avec généralement environ un an de retard après leur sortie initiale sur le marché. La seule exception était la série XF, qui a duré pendant toute l'ère EA26. Alors que des prototypes de pick-up EA26 étaient réellement construits, la coque XF s'est poursuivie jusqu'à la sortie du modèle AU en 1998, obtenant en 1996 le traitement de nez de l'actuelle Falcon série EF, avec une combinaison d'intérieurs des séries XF et XE. Les pick-ups bas de gamme de la série XH n'avaient pas d'airbags, par exemple.
Le projet d'un Falcon pick-up modifié (2004-2010), et qui a été primé, dirigé par TJ Andrews de Funeral Directors, Simon Orton de Leslie Consulting, Tod Lawler et l'ingénieur de Ford Australie, Graeme Sheahan, a créé une opportunité de fabriquer un corbillard (Allonge) de classe mondiale pour l'industrie funéraire.
Le Falcon utilitaire a terminé la production le 29 juillet 2016, avec 467 690 utilitaires produits entre 1961 et 2016.

## Exportations
Les exportations de Falcon australiennes étaient traditionnellement confinées aux pays à conduite à droite de la région Asie-Pacifique, tels que la Nouvelle-Zélande (où Ford Nouvelle-Zélande concevait parfois des variantes de finition locales, telles que la Falcon 600 XR et la V8 Luxury XA), et les nations insulaires du Pacifique comme la Papouasie-Nouvelle-Guinée et les Fidji. L'assemblage néo-zélandais de la Falcon a commencé en 1966 à Seaview avec la XR et l'assemblage de la XA a été transféré dans la nouvelle usine de Wiri en 1973. Les voitures suivaient généralement les spécifications australiennes, mais la gamme de modèles était limitée et les options d'usine n'étaient guère plus qu'une transmission automatique, bien que la Fairmont Ghia V8 302 XD de 1979 ait été la première voiture assemblée localement à proposer la climatisation comme option d'usine (1 050 $ NZ). En Nouvelle-Zélande, l'assemblage a cessé au début des années 1990, après quoi toutes les Falcon vendues localement étaient entièrement importées d'Australie.
Le seul marché d'exportation important pour la Falcon, en dehors de l'Océanie, était l'Afrique du Sud, où l'EL y a été lancée en 1996, y compris les finitions GLi, Futura, Fairmont et XR6. Cela a été remplacé par l'AU, mais elle a été abandonnée au début des années 2000. (Au début des années 1970, la Falcon XY était assemblée en Afrique du Sud sous le nom de Fairmont, avant d'être entièrement importée). Certaines limousines et corbillards (y compris les pick-ups fonctionnant uniquement au GPL) ont été exportés vers le Royaume-Uni par Coleman Milne, qui avait l'habitude de convertir aux mêmes fins des Granada et des Scorpio fabriquées en Europe. Auparavant, certaines Fairmont XA et XB ont été expédiées au Royaume-Uni, tout comme la LTD contemporaine qui a été modifiée avec des feux arrière de Ford Europe pour ajouter les feux de brouillard arrière obligatoires et elle devait également avoir de nouvelles buses de lave-glace car les éléments saillants d'origine ne répondaient pas aux règles de sécurité de l'UE.
Hong Kong a également importé un petit lot de Falcon AU breaks alimentés au GPL à des fins d'essai en tant que taxis, et bien que ce modèle ait initialement trouvé la faveur des opérateurs en termes de capacité de bagages par rapport aux taxis traditionnels comme la Toyota Comfort, il n'y a pas connu de succès, en raison des coûts d'exploitation plus élevés.
Ford avait l'intention de développer la voiture avec un potentiel d'exportation vers des pays avec conduite à gauche et a reçu des subventions du gouvernement fédéral et des États pour l'aider, mais en octobre 2007, le président de Ford Australie, Tom Gorman, a annoncé que le projet de Falcon à conduite à gauche était abandonner et l'argent de la subvention d'incitation à l'exportation serait affecté à la construction de la petite Ford Focus en Australie. En fin de compte, le projet Focus n'a pas eu lieu car la société mère a gâché un accord d'approvisionnement en composants locaux lucratif, de sorte qu'en Asie-Pacifique, la production de ce modèle a plutôt commencé dans une nouvelle usine de Thaïlande en juin 2012. Comme la Falcon FG utilise une grande partie de l'architecture du modèle précédent, la convertir en modèle à conduite à gauche aurait été un processus long et coûteux.
Ford Australie a envisagé à un moment donné d'exporter la Falcon FG vers la Chine et le Moyen-Orient. Les ventes des modèles précédents n'étaient pas réalisables au Moyen-Orient, car le marché était déjà desservi par la Ford Crown Victoria, qui a depuis été abandonnée,.

## Remplacements et fin de production
En 1996, Ford Australie importait la Taurus de troisième génération au style audacieux comme remplaçante potentielle de la vénérable, mais alors datée, plate-forme Falcon. Cette Taurus n'était disponible qu'en berline et dans la finition Ghia, la plus élevée (avec une finition de luxe optionnelle), bien que d'autres variantes et un break soient disponibles sur son marché national américain. Elle était plus petite que la Falcon et était propulsée par un moteur V6 de 3,0 litres. En raison de ventes médiocres, les importations de Taurus en Australie ont pris fin en 1998, la même année où la Falcon AU a été lancée.
En 2009, le responsable du design européen de Ford, Martin Smith, a suggéré que même la sixième génération de Taurus, attendue pour 2010, ne pourrait pas être une véritable remplaçante pour la Falcon à propulsion arrière, bien qu'elle soit de taille similaire cette fois.
Le 23 mai 2013, Ford Australie a annoncé la fin de ses opérations de fabrication locales (impliquant les modèles Falcon et Territory) d'ici octobre 2016, la plaque signalétique Falcon étant destinée à prendre sa retraite après 56 ans de production continue en Australie. Une base de coûts de fabrication élevée (avec des coûts environ quatre fois plus élevés à l'usine de Campbellfield que dans les usines asiatiques de Ford et deux fois plus élevés qu'en Europe) et les ventes insoutenables de ses produits fabriqués en Australie ont été des facteurs dans la décision de la Ford Motor Company de mettre fin à ses activités de fabrication en Australie après 90 ans,. L'annonce a mis fin à des années de spéculation concernant l'avenir de la Falcon, qui comprenait la possibilité que la Falcon passe de son architecture actuelle unique à l'Australie à une plate-forme de grandes voitures mondiale à construire pour tous les marchés mondiaux dans le cadre du plan «One Ford», mis en œuvre en 2006, pour développer des produits mondiaux. Les options consistaient soit en une plate-forme à propulsion arrière (partagée avec la Mustang) soit en une plate-forme transversale à traction avant (partagée avec les Explorer et Taurus). En fin de compte, il a été décidé par Ford que le coupé Ford Mustang serait la seule voiture Ford à propulsion arrière construite pour tous les marchés mondiaux et que la plaque signalétique Falcon serait retirée.
La Mondeo de quatrième génération d'Europe et la Mustang de sixième génération d'Amérique du Nord ont toutes deux indirectement remplacé la Falcon. À partir de 2015, le nouveau modèle de Mustang à conduite à droite est revenu sur le marché australien après une absence de 13 ans, dans le cadre des efforts de Ford pour augmenter les ventes de la marque Mustang dans le monde et de toujours donner à Ford Australie une voiture phare pour remplacer la gamme Falcon XR et FPV GT V8.

## Ventes
| Variante        | 1980   | 1981   | 1982   | 1983   | 1984   | 1985   | 1986   | 1987   | 1988   | 1989   |
| --------------- | ------ | ------ | ------ | ------ | ------ | ------ | ------ | ------ | ------ | ------ |
|                 |        |        | 84 184 | 61 549 | 68 313 | 76 818 |        |        |        |        |
| Variante        | 1990   | 1991   | 1992   | 1993   | 1994   | 1995   | 1996   | 1997   | 1998   | 1999   |
| Berline/break   | 58 967 | 48 430 | 57 832 | 64 941 | 72 924 | 81 366 | 77 835 | 71 850 | 68 758 | 70 084 |
| Pick-up         | ?      | 3 545  | 3 365  | 4 831  | 6 746  | 6 922  | 8 094  | 7 311  | 6 769  | 10 493 |
| Fourgon†        | ?      | 1 643  | 1 406  | 1 385  | 1 464  | 1 391  | 1 144  | 1 004  | 864    | 383    |
| Variante        | 2000   | 2001   | 2002   | 2003   | 2004   | 2005   | 2006   | 2007   | 2008   | 2009   |
| Berline/break   | 60 460 | 53 534 | 54 629 | 73 220 | 65 384 | 53 080 | 42 390 | 33 941 | 31 936 | 31 023 |
| Pick-up         | 13 698 | 16 955 | 17 883 | 20 212 | 20 123 | 18 384 | 15 858 | 13 758 | 12 600 | 12 180 |
| Variante        | 2010   | 2011   | 2012   | 2013   | 2014   | 2015   | 2016   | 2017   | 2018   | 2019   |
| Berline/break†† | 29 516 | 18 741 | 14 036 | 10 610 | 6 349  | 5 938  | 4 434  | 210    |        |        |
| Pick-up         | 9 099  | 6 814  | 5 733  | 4 679  | 2 785  | 2 654  | 2 170  | 72     |        |        |

† La production des Falcon fourgons a pris fin en 1999.
†† La production de Falcon break a pris fin en 2010.